# 西日本鉄道
西日本鉄道株式会社（にしにっぽんてつどう、英: Nishi-Nippon Railroad Co., Ltd.、NNR）は、福岡県を基盤に鉄道、路線バスなどの運営を行う会社で、日本の大手私鉄の一つである。一般的には西鉄（にしてつ、Nishitetsu）として知られている。公共交通機関の経営以外にも国内外で幅広く事業を展開し（「国際物流事業」「その他の自社直営事業」参照）、西鉄グループの中心となる会社でもある。
本社所在地は福岡県福岡市中央区天神の「ONE FUKUOKA BLDG.」（ワン・フクオカ・ビルディング、ワンビル）。天神の再開発に伴い、2019年に福岡ビルから博多区に所在する博多センタービルに仮移転していたが、2025年5月26日に福岡ビルを建替えたONE FUKUOKA BLDG.に移転し、約6年ぶりに本社が同社の本拠地である天神に戻った。
なお、大阪府大阪市に本社を置き、北陸・近畿・中国地方および福岡県の一部を営業エリアとする西日本旅客鉄道（JR西日本）との関連はない。

## 会社概要

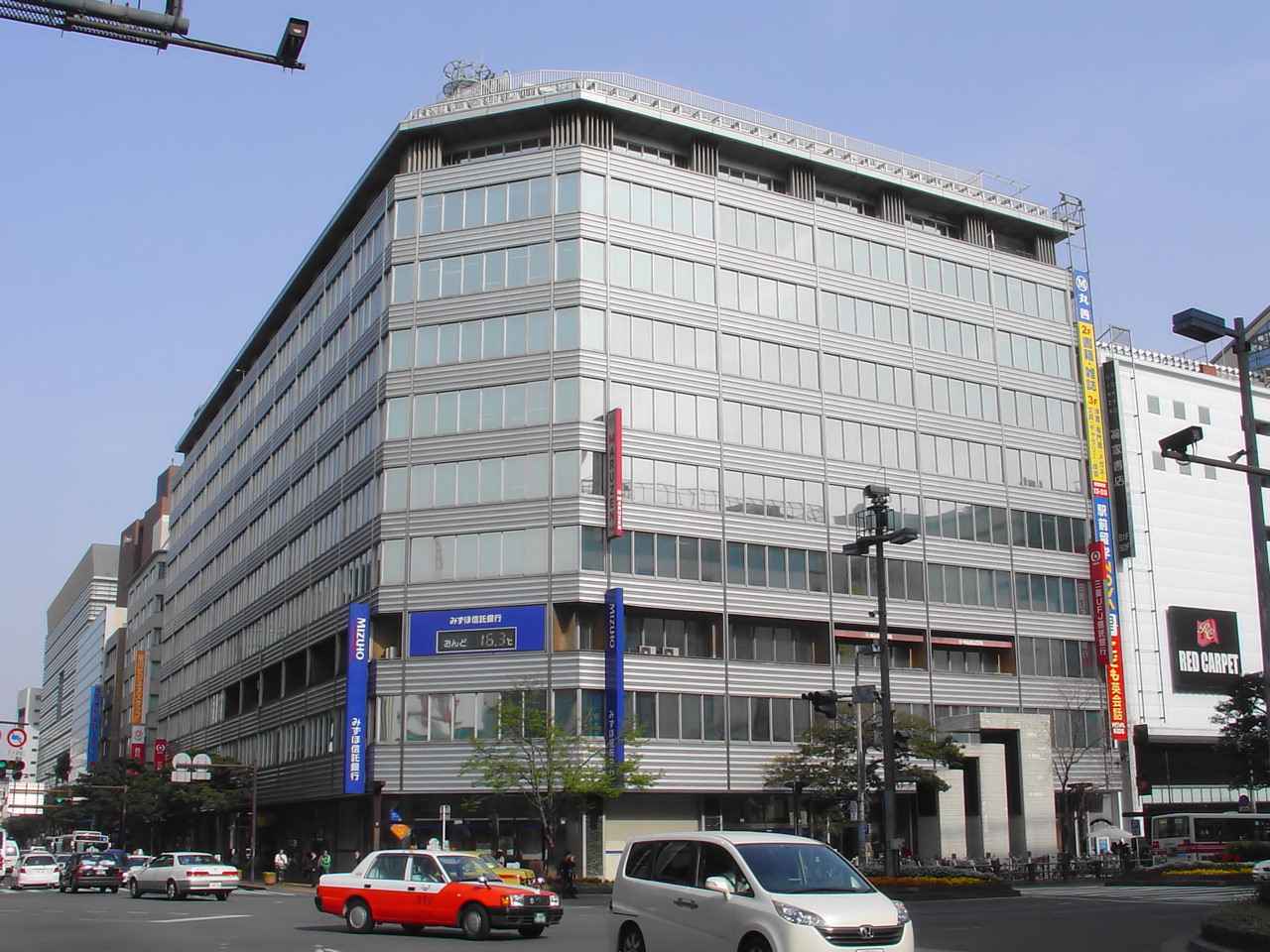
2019年3月まで本社が入居していた福岡ビル（解体済）

福岡県内で天神大牟田線、太宰府線、甘木線、貝塚線（旧・宮地岳線）の4つの鉄道路線、および路線バス・高速バスなどを運営するほか、国際貨物（輸出入）、不動産業、レジャーサービス業なども行っている。福岡県内に留まらず日本全国、さらには海外でも事業を行っている。
鉄道事業の通称は西鉄電車（にしてつでんしゃ）、バス事業の通称は西鉄バス（にしてつバス）である。バス事業は福岡県内を中心とした路線バスや、九州や本州の各都市を結ぶ高速バスを運行しており、その規模は日本最大級である。鉄道事業の規模も日本の民鉄業界の中でも比較的大きく、首都圏・中京圏・京阪神圏の三大都市圏以外の鉄道会社としては唯一大手私鉄の中に含まれる。日本の大手私鉄の中では唯一本州以外で鉄道事業を展開しており、営業エリアが最も西に位置している。
本線格である天神大牟田線のターミナル駅である西鉄福岡（天神）駅は、九州最大の繁華街である福岡市の天神の中心に位置している。同駅周辺には、駅ビルのソラリアターミナルビルやソラリアプラザ、西鉄天神高速バスターミナルなど西鉄グループの施設が集積しており、天神ビッグバンによって福岡ビル（福ビル）跡地に建設された新本社ビル 「ONE FUKUOKA BLDG.」（ワン・フクオカ・ビルディング）も隣接している。
1908年に現在の福岡県北九州市で創業した九州電気軌道が前身 で、2018年に110周年を迎えた（傍系の博多湾鉄道汽船は1900年創業）。かつては福岡市内線や北九州線などといった路面電車も有していた が、（事実上の）全面廃止を受けて、都市間高速電車として発展を続けていた大牟田線（現・天神大牟田線）にその中心がシフトした。現在は同路線が鉄道・バス部門における大動脈を担っており、利益捻出の柱ともなっている。
グループ全体でのコーポレート・スローガンは「まちに、夢を描こう。（英語版：Connecting your dreams）」（2014年9月22日から）。

## 歴史

合併5社の路線網

西日本鉄道は、1908年（明治41年）に設立され、1911年（明治44年）に開業した九州電気軌道（九軌）が前身である。これに先立つ1902年（明治35年）には太宰府馬車鉄道（1913年に太宰府軌道と改称、1934年九州鉄道に合併）が二日市 - 太宰府間に馬車鉄道を開業している。1910年（明治43年）には福岡市内で福博電気軌道が、翌1911年には博多電気軌道が路面電車の運行を開始。両社は後にそれぞれ東邦電力と九州水力電気に吸収されるが、1934年（昭和9年）に福博電車が双方の軌道事業を引き継いだ。一方、1924年（大正13年）には九州鉄道（九鉄、国有化された1887年設立の九州鉄道とは別）が福岡駅 - 久留米駅間で高速電車を開業（現・天神大牟田線）し、その約1か月後に博多湾鉄道汽船（湾鉄）が新博多駅（後の千鳥橋駅） - 和白駅間で現在の貝塚線にあたる路線を開業している。
1942年（昭和17年）には陸上交通事業調整法に対応するため、九州電気軌道、福博電車、九州鉄道、博多湾鉄道汽船、筑前参宮鉄道の5社が合併し、西日本鉄道が発足した。登記上は九州電気軌道（本社は小倉市砂津、現在の北九州市小倉北区）による他4社の吸収合併で、合併成立3日後の1942年9月22日に現社名に改称している。当時は太平洋戦争下であり、小倉地区への戦災を恐れて、西鉄発足と同時に本社を福岡市西新に移転し、旧九州電気軌道本社は「北九州営業局」となった。「西日本鉄道」の社名は、5社合併時の博多湾鉄道汽船社長であった太田清蔵により命名されたものである。
西鉄では創立年を自社の直接の母体会社である九州電気軌道が設立された1908年としているが、創立記念日は5社合併後、現社名に改称した9月22日としている。

### 年表
- 1942年（昭和17年）
  - 9月19日 - 九州電気軌道が福博電車、九州鉄道、博多湾鉄道汽船、筑前参宮鉄道を合併[7]。
  - 9月22日 - 西日本鉄道に社名変更。社紋制定[9]。これまで関係各社が保有していた各路線の名称は以下のように定められた。
    - 九州電気軌道 → 北九州線
    - 福博電車 → 福岡市内線
    - 九州鉄道
      - 大牟田線、太宰府線、三井線、大川線、上久留米線、大牟田市内線 → いずれも九州鉄道時代の呼称を踏襲

    - 博多湾鉄道汽船
      - 貝塚線（新博多駅 - 貝塚駅 - 宮地岳駅間） → 宮地岳線
      - 西戸崎駅 - 香椎駅 - 宇美駅間、酒殿駅 - 志免駅 - 旅石駅間 → 糟屋線、糟屋線旅石支線

    - 筑前参宮鉄道 → 宇美線
- 1943年（昭和18年）
  - プロ野球球団「大洋軍」を買収して「西鉄軍」発足（同年シーズン終了後に解散）。
  - 日本初の高速連接車・前面展望型電車500形が運転開始。
- 1943年（昭和18年） - 1944年（昭和19年） - 福岡県内のバス事業者各社を買収。
- 1944年（昭和19年）5月1日 - 糟屋線と宇美線が戦時体制により国有化され、糟屋線は国鉄香椎線及び香椎線旅石支線に、宇美線は国鉄勝田線となる[10]。
- 1945年（昭和20年）
  - 1月15日 - 本社を福岡市大名町1番地に移転。
  - 6月19日 - 福岡大空襲により本社焼失。
- 1948年（昭和23年）
  - 7月15日 - 三井線の一部区間を休止（1952年廃止）し、甘木線と福島線に分断。上久留米線を休止（1951年廃止）。
  - 11月5日 - パンアメリカン航空と代理店契約を結び航空貨物事業本部を設置、航空貨物事業を開始。
- 1949年（昭和24年） - プロ野球球団「西鉄クリッパース」（会社名：西鉄野球株式会社）発足、パ・リーグに加盟。
- 1950年（昭和25年）
  - 1月6日 - 本社新社屋落成。
  - 3月6日 - 貸切バス事業開始。
- 1951年（昭和26年）
  - 私鉄初の中間電動車を持つ600形（初代）が運転開始。
  - 西鉄クリッパースが西日本パイレーツと合併、「西鉄ライオンズ」となる。
  - 7月1日 - 宮地岳線宮地岳駅 - 津屋崎駅間が延伸開業。同時に宮地岳駅移転。
  - 9月25日 - 大川線を休止（1966年廃止）。
- 1952年（昭和27年）
  - 日本初のモノコック鉄道車両である313形運転開始。
  - 1月6日 - 大牟田市内線を休止[11]（1954年廃止）。
- 1957年（昭和32年）2月11日 - 西鉄初の新性能車として1000形運転開始。
- 1958年（昭和33年）11月27日 - 福島線を廃止。
- 1959年（昭和34年）5月1日 - 大牟田線で特別料金不要の特急を運行開始。
- 1961年（昭和36年）12月28日 - 西鉄福岡駅に自動券売機を設置。
- 1962年（昭和37年）
  - 4月27日 - 福岡ビル内に本社を移転。
  - 9月25日 - 大牟田線で新600形通勤電車の運転開始。
- 1969年（昭和44年）6月25日 - 日本民営鉄道協会（民鉄協）を脱退。
- 1972年（昭和47年）
  - 10月28日 - シーズン終了後、西鉄ライオンズを中村長芳（福岡野球）に売却。
  - 12月11日 - 西鉄初の冷房車700形通勤電車運転開始。
  - 12月16日 - 大牟田線全線に自動列車停止装置（ATS）完備。
- 1973年（昭和48年）
  - 1月5日 - 福岡市内線の吉塚線（吉塚駅前 - 千代町間）が廃止。
  - 5月10日 - 大牟田線で2000形特急電車運転開始。翌年九州初の鉄道友の会「ローレル賞」受賞。
  - 11月17日 - 九州自動車道鳥栖 - 南関間開通に伴い、福岡市 - 熊本市間の都市間高速バス「ひのくに」を高速道路経由に変更（西鉄初の高速バス）。
- 1975年（昭和50年）
  - 10月10日 - 大牟田線で5000形通勤電車運転開始。
  - 11月2日 - 福岡市営地下鉄の建設工事に伴い、福岡市内線の貫線（九大前 - 姪浜間）、城南線（西新 - 渡辺通1丁目間）、呉服町線（呉服町 - 祇園町間）が廃止。
- 1978年（昭和53年）3月3日 - 高架化の完成した平尾駅 - 大橋駅間で西鉄初のロングレールを採用。
- 1979年（昭和54年）2月11日 - 福岡市内線の循環線と貝塚線が廃止。これにより福岡市内線は全線廃止に。
- 1980年（昭和55年）11月1日 - 北九州線の路線の一つである北方線が廃止。
- 1982年（昭和57年）8月1日 - 民鉄協に復帰。
- 1983年（昭和58年）
  - 3月24日 - 福岡 - 大阪（阪急梅田駅）間に夜行高速バス「ムーンライト号」を運行開始（阪急バスとの共同運行）。
  - 8月3日 - 鉄道運賃改定を実施（改定率は普通12.5%、通勤18.8%、通学17.9%）
- 1985年（昭和60年） - 西鉄福岡駅ターミナルプロジェクト（天神ソラリア計画）開始。
  - 10月23日 - 新キャッチフレーズ「今日も笑顔とまごころで」制定。
- 1986年（昭和61年）
  - 2月5日 - 鉄道運賃改定を実施（改定率は普通11.3%、通勤14.8%、通学15.3%）。
  - 9月6日 - 地平区間としては西鉄初のロングレールが大牟田線春日原駅 - 白木原駅間で完成。
- 1987年（昭和62年）
  - 3月25日 - 大牟田線に新種別「直行」が登場。
  - 10月1日 - 主要駅に自動改札機を導入。
- 1989年（平成元年）
  - 3月10日 - 大牟田線で8000形特急電車運転開始。
  - 福岡市で開催されたアジア太平洋博覧会会場内において日本初のガイドウェイバスを運行開始（同博覧会終了と同時に終了）。
  - 3月24日 - 天神ソラリア計画第1期の「ソラリアプラザビル」が営業開始。
  - 4月25日 - 大牟田線の全車両（事業用および保存車両を除く）の冷房化・高性能化が完了。
- 1990年（平成2年）10月14日 - 京王帝都電鉄（現・京王電鉄）と共同で福岡 - 東京（新宿）間に日本最長距離の高速バス「はかた号」を運行開始（後に京王は撤退）。
- 1991年（平成3年）7月22日 - 宮地岳線の全車両の冷房化が完了。
- 1993年（平成5年）
  - 4月18日 - 博多湾クルージングシップ「マリエラ」運航開始（2007年（平成19年）5月1日に西鉄シティホテルに移管）。
  - 5月17日 - 西鉄初の4扉車両6000形通勤電車が大牟田線で運転開始。
  - 7月3日 - 鉄道運賃改定を実施（改定率は普通13.3%、通勤22.7%、通学16.6%）。
  - 9月22日 - 企業理念、社内スローガン「私の顔が、会社の顔です」、社外向け企業メッセージ「人へ、社会へ、あしたへ動く―」を制定[12]。
- 1995年（平成7年）
  - 2月23日 - 西鉄初のVVVFインバータ制御車両、6050形通勤電車が大牟田線で運転開始。
  - 3月25日 - 大牟田線薬院駅の高架化完成に伴い同駅に全ての列車が停車。
- 1996年（平成8年）3月8日 - 西鉄福岡駅に自動継続定期券発売機導入。
- 1997年（平成9年）
  - 1月1日 - VI（ビジュアル・アイデンティティ）導入。コーポレートシンボル制定。
  - 7月1日 - 鉄道運賃改定を実施（改定率は普通15.4%、通勤19.7%、通学18.4%）。
  - 9月27日 - 西鉄福岡駅の改良工事が完成。
  - 9月29日 - 天神ソラリア計画第2期の「ソラリアターミナルビル」が竣工。
- 1998年（平成10年）4月23日 - 西鉄天神バスセンターが全面完成。これにより天神ソラリア計画の第2期として計画され、西鉄福岡駅、西鉄天神バスセンターおよび福岡三越が入った「ソラリアターミナルビル」が全面完成。
- 1999年（平成11年）
  - 4月1日 - 福岡市交通局との共通プリペイドカード「よかネットカード」を導入。
  - 4月24日 - 天神ソラリア計画第3期の「ソラリアステージビル」が竣工。これにより西鉄福岡駅ターミナルプロジェクト（天神ソラリア計画）が完了。
  - 7月1日 - 福岡都心部（天神 - 博多駅間各ルート）のバス運賃を100円に値下げ。同時に都心部を循環する100円循環バスを運行開始。
- 2000年（平成12年）
  - 4月1日 - 駅業務を子会社の西鉄ステーションサービスに委託開始。「駅から・駅まで100円バス」開始、主要駅最寄りバス停とそこから約1km以内のバス停との間の運賃が100円に値下げされる。
  - 5月3日 - 西鉄バスジャック事件発生。
  - 11月26日 - 北九州線が熊西駅 - 黒崎駅前駅間を除いて全線廃止。熊西駅 - 黒崎駅前駅間は子会社の筑豊電気鉄道運営に関わる法の関係で第三種鉄道事業者として形式的に残したもので、事実上は全廃である。
- 2001年（平成13年）
  - 1月1日 - 大牟田線を天神大牟田線に、西鉄福岡駅を西鉄福岡（天神）駅に改称[13]。
  - 1月20日 - 天神大牟田線に快速急行を新設[13]。
  - 2月17日 - 天神大牟田線で7000形通勤電車運転開始。
- 2002年（平成14年）
  - 3月 - 駅を拠点としたウォーキングイベント「レールあんどハイク」開始。
  - 5月1日 - 北九州営業局を西鉄バス北九州として分社。北九州地区における本社直轄拠点が消滅した。
- 2003年（平成15年）12月 - 天神大牟田線で7050形通勤電車運転開始。
- 2005年（平成17年）3月1日 - SUNQパス発売開始。
- 2006年（平成18年）
  - 3月25日 - 西鉄初のステンレス車両3000形電車が天神大牟田線で運転開始。翌年鉄道友の会「ローレル賞」受賞。
  - 4月1日 - SUNQパスの対応範囲が全ての九州島内高速バスおよび路線バスに拡大。
- 2007年（平成19年）
  - 4月1日 - 宮地岳線の西鉄新宮駅 - 津屋崎駅間を廃止、同時に宮地岳線を貝塚線に改称。
  - 7月21日 - 戦後初の女性車掌が誕生。
  - 8月1日 - 鉄道車両の前部標識灯（ヘッドライト）の終日点灯を開始（ただし、JRや東武鉄道など他の大手民鉄とは異なり、夜間を除いて後部標識灯（尾灯）の点灯はほとんどされていない）。
- 2008年（平成20年）

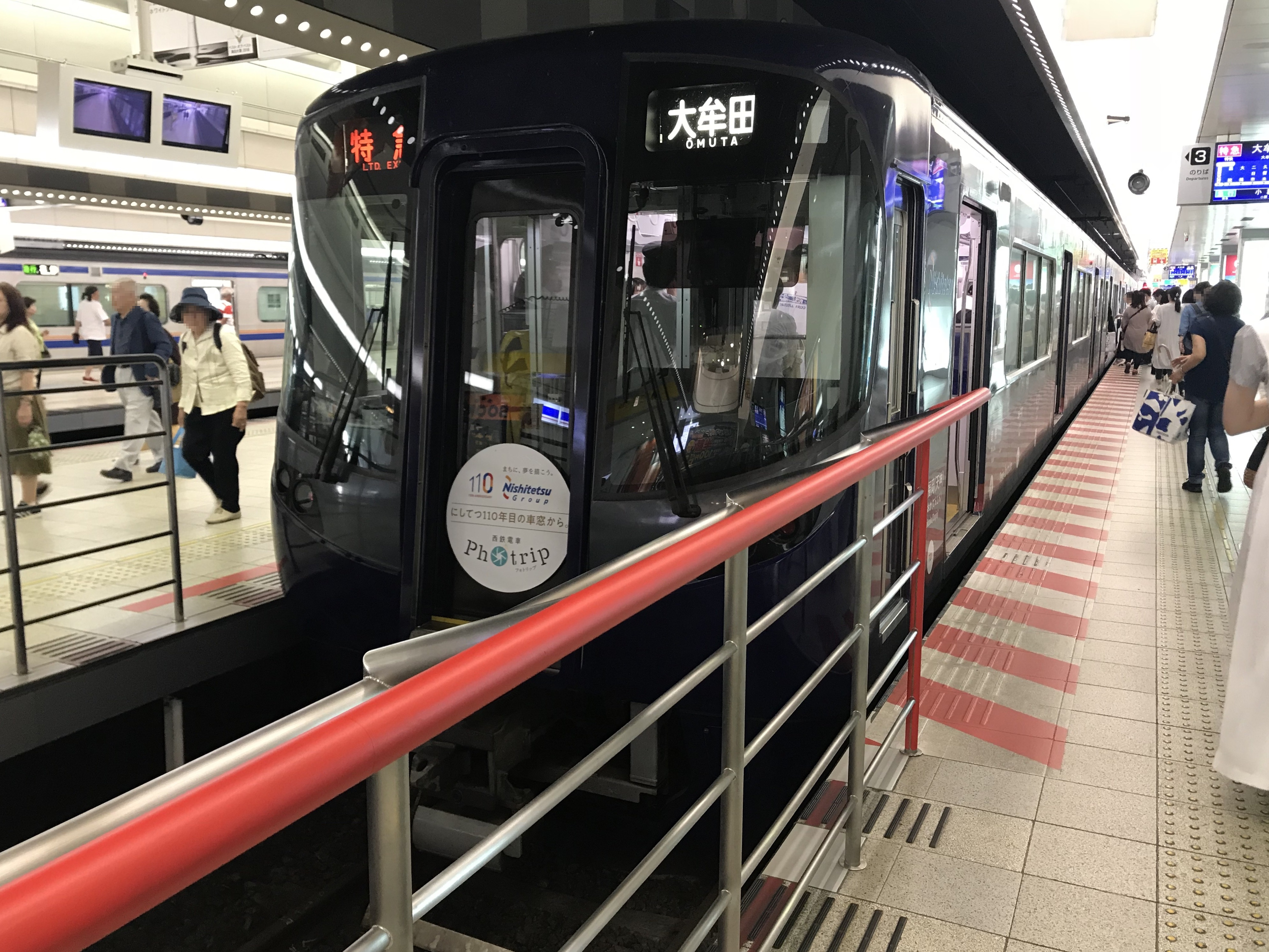
110周年記念ラッピング電車

  - 西鉄の会社登記上の直接の前身である九州電気軌道の設立100周年を記念して、西鉄100周年事業を開始。
  - 3月27日 - 鉄道各路線で緊急地震速報システムを運用開始
  - 5月18日 - 非接触型ICカード乗車券「nimoca」を導入。
  - 6月9日 - 西鉄バスの新デザインバスを52台導入し、運行を開始。
  - 7月1日 - 鉄道沿線の活性化・沿線価値向上に向けた専門部署「まちづくり推進室」を新設。
  - 9月22日 - 福岡シティループバス「ぐりーん」運行開始。
- 2010年（平成22年）
  - 3月13日 - nimocaと、JR九州のSUGOCA、福岡市地下鉄のはやかけん、JR東日本・東京モノレール・東京臨海高速鉄道他のSuicaとの相互利用を開始。
  - 3月27日 - 天神大牟田線の列車種別の整理・統合を実施。直行・快速急行を急行に格下げし、両種別が消滅。
  - 3月31日 - 「よかネットカード」販売終了（使用は2011年10月31日で終了）。
  - 10月17日 - 天神大牟田線で2000形電車の運用終了。
  - 12月21日 - クレジットカードによる定期券・高速バス乗車券等の購入に対応（ただし、当面対応カードはクレジットnimoca（JCB）、JMB nimoca、arecore nimocaの3カードのみ。また、雑餉隈・小郡・貝塚各駅および電車地下鉄連絡定期券は2011年3月中旬頃から対応）[14]。
- 2011年（平成23年）
  - 6月17日 - 天神大牟田線を走行中の車内で火花が起こるトラブルが発生[15]。
  - 10月7日 - 株式会社あんくるふじやの株式を創業家など3名から取得して同社を買収[16]。
  - 10月中旬 - 電車教習所に3000形ベースの「運転シミュレータ」を導入[17]。
- 2012年（平成24年）
  - 1月1日 - 完全子会社の株式会社福岡スポーツセンターを吸収合併[18]。
  - 3月24日 - FUKUOKA OPEN TOP BUS運行開始[19]
  - 8月16日 - Jリーグ「アビスパ福岡」のユニフォームスポンサー（胸）に就任[20]
- 2013年（平成25年）
  - 3月23日 - Kitaca、PASMO、manaca、TOICA、ICOCA、PiTaPaが交通系ICカード全国相互利用サービス開始によって利用可能になる。
  - 9月4日 - 株式会社マルキョウとの資本・業務提携を発表[21]。
  - 12月22日 - ホームページをリニューアル。新たに、電車・バスの時刻検索やグループの商品・サービス情報等を紹介する「西鉄くらしネット」を新設。従来のページは会社情報等のページに移行[22]。また、同日よりスマートフォンアプリ「にしてつバスナビ」を提供開始[23]。
- 2014年（平成26年）
  - 3月22日 - 天神大牟田線・太宰府線で8000形を使用した太宰府観光列車「旅人」運転開始[24][25]。
  - 4月 - 天神大牟田線で戦後初めての女性運転士が乗務開始[26]。
  - 9月22日 - 現行コーポレートメッセージ「まちに、夢を描こう。」「Connecting your dreams」を制定。
- 2015年（平成27年）
  - 3月1日 - 会社分割（簡易吸収分割）方式により、西鉄が保有する黒崎駅前 - 熊西間の鉄道事業および資産を子会社の筑豊電気鉄道へ承継[27]。同時に西鉄が保有する同区間の第三種鉄道事業は廃止となった。
  - 3月24日 - 阪急不動産と共同で初の海外マンション分譲事業に参入を発表[28]。
  - 6月30日 - 西鉄グループ共通商品券「西鉄ギフト券」の取扱いを終了[29][注 3]。
  - 7月1日 - 福岡西鉄タクシーを存続会社として北九・久留米・柳川の西鉄タクシー3社を吸収合併。福岡西鉄タクシーは中間持株会社「西鉄タクシーホールディングス」となり事業子会社4社を会社分割の方式で新設した[30]。
  - 10月4日 - 天神大牟田線で8000形を使用した柳川観光列車「水都」運転開始[31]。
- 2016年（平成28年）4月11日 - 西鉄が保有するビルの空き区画の有効活用として、西鉄と福岡移住計画の2社共同事業による、人材交流スペース「HOOD天神」が開設[32][33]。
- 2017年（平成29年）
  - 2月1日 - 全線全駅に駅ナンバリングを導入[34]。これにより全ての大手私鉄で駅ナンバリングが導入された。
  - 3月20日 - 天神大牟田線・太宰府線で9000形通勤電車の営業運転開始[35]。
  - 3月31日 - 福岡 - 近畿地方を結ぶ夜行高速バス「ムーンライト号」休止[36]。
  - 4月1日 - 鉄道全線（筑豊電気鉄道含む）、一般路線バス及び高速バスの一部で精神障害者保健福祉手帳所持者を対象とした割引制度の適用開始[37]。それまでは身体障害者手帳及び療育手帳の所持者（付き添い人は一部のみ割引対象）のみが対象であった。nimoca障がい者カードも発行の対象を拡大する。大手私鉄では初の試み。
  - 7月1日 - 西鉄タクシーホールディングスを吸収合併[38]。
  - 7月22日 - 天神大牟田線で3000形を使用した二代目「水都」運転開始。同日より同車内及び一部駅で無料公衆無線LAN「Nishitetsu Train Free Wi-Fi」サービスを開始[39]。
  - 9月16日 - 天神大牟田線・太宰府線で3000形を使用した二代目「旅人」運転開始。
  - 10月15日 - 天神大牟田線で8000形電車の運行終了。
- 2018年（平成30年） 110周年記念ラッピング電車
  - 西鉄の会社登記上の直接の前身である九州電気軌道の設立110周年を記念して、西鉄110周年事業を開始。
  - 3月17日 - 人員不足により100 円循環バスの見直しと最終バス運行時刻繰り上げを実施。
  - 5月11日 - 商業施設「大橋西鉄名店街」第1期リニューアルオープン。
  - 8月3日 - 「天神コア」及び「福岡ビル」の一体建て替えを発表。2019年4月からの福岡ビル取り壊しに伴い、2019年3月末で本社を博多区の博多センタービルへ移転させることも発表[40]。
  - 10月18日 - 海上物流事業を手掛けるフランス企業「GLOBAL STAR INTERNATIONAL SSR」を買収して、子会社「NNR GLOBAL LOGISTICS FRANCE SAS」を設立したと発表[41]。
  - 11月1日 - トヨタ自動車と共同でマルチモーダルモビリティサービス「my route」の実証実験を福岡市内で開始（2018年11月から当初2019年3月までのところ、2019年8月まで延長後2019年内まで再延長）[42]。
- 2019年（平成31年・令和元年）
  - 1月28日 - 太宰府天満宮付近での古民家宿泊事業の開始を発表（福岡銀行と協力）[43]。7月29日に施設名称を「HOTEL CULTIA DAZAIFU」、開業日を2019年10月4日と決定した[44]。
  - 2月28日 - 西鉄福岡（天神）駅でホームドアの実証実験を開始[45]。
  - 3月11日 - 同日より、本社機能を順次博多センタービルに移転。4月1日には、全事業部及び関連会社で移転先での業務を開始する[46]。
  - 3月23日 - ダイヤ改正と同時に、天神大牟田線・太宰府線で観光列車「THE RAIL KITCHEN CHIKUGO」運行開始。
  - 4月26日 - 大橋西鉄名店街リニューアル完了と同時に、名称を「RAIRIA Ohashi（レイリア大橋）」と変更[47]。今後、西鉄沿線の他の施設においても同名称 (RAIRIA) へ変更予定。
  - 10月 - 上質かつ特別なバスツアーブランド「GRANDAYS」を始動、同ツアー用のラグジュアリーバスを導入[48]。
  - 11月28日 - 実証実験としてトヨタ自動車と共同で行っていた「my route」を本格実施に移行。同日より北九州市もエリアに加えられ、同時に九州旅客鉄道（JR九州）が参画[49]。
- 2020年（令和2年）
  - 10月1日 - 駅業務に集中管理方式（駅集中管理システム）の試行導入。無人駅を従来比4割増の24駅に増やす[50][51]。
  - 10月14日 - LINE Fukuokaを発起人に、西鉄を含む9社（JR九州、嘉穂無線ホールディングス、西部ガス、西日本シティ銀行、福岡銀行、福岡国際空港、福岡地所）とオブザーバーの福岡市で「Fukuoka Smart City Community」を発足[52]。
- 2021年（令和3年）
  - 3月6日 - 鉄道運賃を値上げ（天神大牟田線：7 km - 17 km、貝塚線：4km以上の区間が対象）[53]
  - 3月13日 - 天神大牟田線ダイヤ改正。終電繰上げ、土曜ダイヤの新設、平日日中の特急を急行に格下げするなど、新型コロナウイルス感染症流行の影響による利用減を反映した減便を行う[54]。
  - 3月31日 - 電車・バスの利用に応じて付与するnimoca乗車ポイントを終了[55]。
  - 4月1日 - 2020年10月1日より試行実施している集中管理方式の本格運用を開始[56]。
  - 7月31日 - 回数乗車券の発売を終了[57]。
  - 12月30日 - 運営する遊園地「西鉄香椎花園（かしいかえんシルバニアガーデン）」の営業が終了[58]。
- 2022年（令和4年）
  - 3月31日 - 子会社の西鉄興業が運営するボウリング場「西新パレスボウル」の営業が終了[59]。西鉄興業は翌4月1日に西鉄ウェルネスへ社名を変更。
  - 6月-  台湾の電気バスメーカーRACと共同でディーゼルエンジンの中古バスを電気バスに改造する技術を開発し、北九州市で試験運行[60]。
  - 7月15日 - 天神大牟田線の一部駅でクレジットカードなどのタッチ決済実証実験を開始[61]。
  - 8月28日 - 連続立体交差事業区間（雑餉隈駅から下大利駅間）を高架切替[62]。
- 2023年（令和5年）12月15日 - 西鉄福岡（天神）駅で駅案内ロボット「temi」の実証実験を2024年1月12日まで実施[63]。
- 2024年（令和6年）
  - 3月16日 - 天神大牟田線ダイヤ改正で平日日中の特急が運転再開。春日原駅に特急列車が停車。朝7時 - 8時に高宮駅・平尾駅に上り急行が停車。同線に14年ぶりの新駅として桜並木駅が開業[64]。
  - 3月21日 - 西鉄電車開業100周年を記念して、西鉄バスの公式キャラクターである「ババ・バスオ」を手がけたパントビスコがデザインした公式キャラクター「ガタンコ」と「ゴトンコ」を起用[65]。
  - 3月28日 - 天神大牟田線一部駅と一部バス（太宰府ライナーバス「旅人」、Fukuoka BRT、博多駅 - 福岡空港国際線）で行っていたタッチ決済実証実験を2025年3月31日まで延長。同時に、対象駅を2024年度内に天神大牟田線・貝塚線の全駅に順次拡大[66]。
  - 同年4月19日、5月7日、17日、21日の計4日間、天神大牟田線で臨時有料座席列車「Nライナー」を運行[67]。
- 2025年（令和7年）
  - 4月1日（予定） - 天神大牟田線・太宰府線・甘木線・貝塚線で行っていたクレジットカードのタッチ決済実証実験を終了。同日より本格運用に移行する[68]。また、同様に実証実験を行っていたバス（太宰府ライナーバス「旅人」、Fukuoka BRT、博多駅 - 福岡空港国際線、北九州空港エアポートバス）に関しては実証実験期間を一年延長する。
  - 5月26日 - 本社を中央区天神の「ONE FUKUOKA BLDG.（ワン・フクオカ・ビルディング、略称：ワンビル）」に移転し、天神に本社が戻る[3][5][4]。

## コーポレートシンボル・社紋
コーポレートシンボルは1997年のVI導入時に制定された。グラフィックデザイナーの原田進が制作を担当している。
意匠は社名の「Nishitetsu」と方向舵に見立ててNの上下に配置された2つのフィンで構成されている。フィンは人・物・情報・文化の「出逢いの場を提供する事業」「移動を支えるネットワーク事業」という会社が目指す2要素を表し、事業展開を通して会社が躍動感と力強さをもって発展していくことを表現している。コーポレートシンボルに使用されるカラーはコーポレートカラーでもあり、限りない可能性と信頼を表す「にしてつブルー」、若々しさと輝きを表す「にしてつイエロー」、情熱と活動を表す「にしてつレッド」の三色で構成される。
なお、専ら「Nishitetsu Group」のロゴが使われているのが殆どで、「Group」が入っていないオリジナルのロゴは西日本鉄道（本体）と西鉄バス北九州だけが使用している。西鉄グループであっても亀の井バスや株式会社ニモカなどのように「Nishitetsu Group」ロゴを一切使用していない企業もある。
これの派生として、国際物流事業専用で後述の「NNR」ロゴや、一番先頭の「N」のみで表現したものもあり、後者は乗務員の制帽や、西鉄グループ関連のホームページにおける殆どのファビコンで使用されている。
社紋は1942年9月22日に制定された。西日本鉄道の「西」を車輪状に図案化し、3本のスポークが「株主の投資」「従業員の努力」「乗客の愛顧」を表していた。コーポレートシンボル制定後はあまり使われなくなったが、現在もシンボル導入以前の一部バス停や電車・バスの復刻塗装などに使用されている。

コーポレートシンボル
「NNR」ロゴ
社紋

## 鉄道事業

路線図（クリックで拡大）

西鉄の鉄道路線は、軌間（線路幅）および歴史的経緯（前身会社）の違いから大牟田線系統と貝塚線系統に大別される。大牟田線系統は、軌間が1,435mmで天神大牟田線、太宰府線、甘木線の3路線から構成される。貝塚線系統は軌間が1,067mmの貝塚線のみで構成され、他の西鉄路線から孤立した状態である。
大牟田線系統の本線格にあたる路線である天神大牟田線は、九州一の繁華街である天神に直通しており、料金不要の特急・急行列車が多数行き交っている。また、天神大牟田線は福岡市中心部から福岡県南部にかけてJR九州の鹿児島本線と並走しており、一部競合関係にある。
一方で、貝塚線は都心のターミナル駅を持たないが、貝塚駅で福岡市地下鉄箱崎線と乗り換えることで都心部への結節を果たしている。貝塚線の地下鉄相互直通運転の構想はあるものの実現は難航している。
路線は全て福岡県内にあり、他県に乗り入れていない（JR鹿児島本線とは異なり西鉄天神大牟田線は筑紫野市から久留米市の途中で佐賀県を経由しない）。また、複線および単線区間はあるが複々線区間は存在しない。
路線のほとんどが福岡平野・筑紫平野上の平坦な地形にあり、地下線も地下駅もないため、日本の大手私鉄で唯一、自社路線にトンネルが全くない。廃止路線も含めると北九州線にトンネルが1か所存在していたが、このトンネルは併用軌道区間にあり、同線廃止後も道路トンネルとして現存している。
かつては北九州市内に北九州線、福岡市内に福岡市内線、大牟田市内に大牟田市内線という軌道線（路面電車）も有していた。収入は軌道線が鉄道線を上回っていたが、高速都市間電車として成長する大牟田線と対照的に利益面では悪化をたどった。自動車流入量の増加や福岡市営地下鉄や北九州モノレールなど代替輸送機関の整備に伴い全廃されている。
かつては北九州線が筑豊電気鉄道線への乗り入れ を1956年の筑豊電気鉄道開業時から北九州線が廃止される2000年まで行っていた。北九州線廃止によって西鉄は、他社局線との直通運転がなくなり、相模鉄道が東日本旅客鉄道（JR東日本）との相互直通運転を開始した2019年11月30日から、南海電気鉄道が泉北高速鉄道を吸収合併する前日の2025年3月31日までの間は他社局線との直通運転を行っていない唯一の大手私鉄となっていた。
2023年3月31日時点では、三大都市圏以外で唯一の大手私鉄であることから、鉄軌道営業収益は18,620（百万円）、旅客輸送人員92,504千人、1日1キロ平均旅客輸送人員（輸送密度）34,516人、旅客輸送人キロは1,336百万人キロ、旅客用車両は297両と、大手私鉄16社の中で最も少ない数字となっている。ただし、阪神電気鉄道が新線を開業した2009年度以前は、同社より保有車両数は上回っていた。また、2013年度以前は名古屋鉄道より輸送密度は上回っていた。列車の最大連結両数は7両となっている。これは大手私鉄の中では最も短い。
近年、西鉄では鉄道事業の活性化施策としてパークアンドライドを推進している。現有路線はその大半が平坦な地形であり、駅までのアクセス手段として路線バスよりもマイカーやバイク、自転車などを用いることが便利な環境にある。これらは広大な筑紫平野では特に顕著であり、沿線の民間経営の駐車場も含めると相当数に上る。駅ロータリーが存在する駅ではキスアンドライドも通勤通学時間帯を中心に多い。西鉄では限られた社有地の範囲内で今後もパークアンドライドを推進したいとしている。
西鉄のダイヤグラム編成上の特徴として、旅客への列車案内時刻が他の鉄道会社と異なり「終着駅では秒単位を切り上げとなっている」点がある（例：ダイヤグラムの到着時刻が10時30分15秒なら、時刻表の到着時刻は10時31分と表示）。途中駅では他社と同様に秒単位を切り捨てた形で案内している。
また、天神大牟田線・太宰府線の主要駅では一般利用客向けにダイヤグラムを有料で販売している。この一般利用客向けダイヤグラムには甘木線は掲載されていなかったが、2021年3月13日のダイヤ改正からは掲載されている。ただし、貝塚線は従来どおりダイヤグラムの掲載はない。

### 路線

#### 現有路線
以下の合計106.1kmの路線を営業しており、これは日本の大手私鉄16社の中では第11位、JR九州以外の九州の鉄道としては肥薩おれんじ鉄道 (116.9km) に次ぐ第2位の路線規模となっている。
路線名左の英字は駅ナンバリングに使われる路線記号
- T 天神大牟田線（西鉄福岡（天神）駅 - 大牟田駅間：74.8 km）
- D 太宰府線（西鉄二日市駅 - 太宰府駅間：2.4 km）
- A 甘木線（宮の陣駅 - 甘木駅間：17.9 km）
- NK 貝塚線（貝塚駅 - 西鉄新宮駅間：11.0 km）

#### 廃止路線
- 北九州線
- 福岡市内線
- 大牟田市内線
- 福島線（福島駅 - 宮の陣駅間）
- 大川線（大善寺駅 - 西鉄大川駅間）
- 上久留米線（津福駅 - 上久留米駅間）
- 宮地岳線（西鉄新宮駅 - 津屋崎駅間）

北九州線のうち、黒崎駅前 - 熊西間は、2000年の軌道法による軌道線としての北九州線全廃後も、この区間に乗り入れていた子会社の筑豊電気鉄道が鉄道事業法による第二種鉄道事業者となり、西鉄が第三種鉄道事業者として線路を保有していたが、2015年にこの第三種鉄道事業を筑豊電気鉄道へ吸収分割したため、西鉄の保有路線ではなくなっている。

#### 未成線
- 雑餉隈線（雑餉隈 - 博多間）

#### 譲渡路線
いずれも国による戦時買収。
- 糟屋線（西戸崎駅 - 宇美駅間、酒殿駅 - 志免駅間） - 現・香椎線（酒殿駅 - 志免駅間は貨物線で1985年廃止）
- 宇美線（吉塚駅 - 筑前勝田駅間） - 後の勝田線（1985年廃止）

### 利用客数上位20駅
| 順位 | 駅名               | 所在地       | 利用客数 | 備考                                                                                           |
| ---- | ------------------ | ------------ | -------- | ---------------------------------------------------------------------------------------------- |
| 1    | 西鉄福岡（天神）駅 | 福岡市中央区 | 117,918  | 天神大牟田線の起点・福岡市地下鉄空港線（天神駅）、及び福岡市地下鉄七隈線（天神南駅）との乗換駅 |
| 2    | 薬院駅             | 福岡市中央区 | 39,786   | 特急停車駅・福岡市地下鉄七隈線との乗換駅                                                       |
| 3    | 大橋駅             | 福岡市南区   | 38,622   | 特急停車駅                                                                                     |
| 4    | 西鉄久留米駅       | 久留米市     | 29,261   | 特急停車駅                                                                                     |
| 5    | 井尻駅             | 福岡市南区   | 21,533   | 普通のみ停車                                                                                   |
| 6    | 春日原駅           | 春日市       | 20,922   | 特急停車駅                                                                                     |
| 7    | 高宮駅             | 福岡市南区   | 19,583   | 普通・一部急行停車駅                                                                           |
| 8    | 西鉄二日市駅       | 筑紫野市     | 17,858   | 特急停車駅・太宰府線との分岐駅                                                                 |
| 9    | 貝塚駅             | 福岡市東区   | 16,561   | 貝塚線の起点・福岡市地下鉄箱崎線との乗換駅                                                     |
| 10   | 下大利駅           | 大野城市     | 14,950   | 急行停車駅                                                                                     |
| 11   | 雑餉隈駅           | 福岡市博多区 | 14,887   | 普通のみ停車                                                                                   |
| 12   | 西鉄平尾駅         | 福岡市中央区 | 13,689   | 普通・一部急行停車駅                                                                           |
| 13   | 太宰府駅           | 太宰府市     | 12,712   | 太宰府線の終点                                                                                 |
| 14   | 朝倉街道駅         | 筑紫野市     | 12,186   | 急行停車駅                                                                                     |
| 15   | 西鉄柳川駅         | 柳川市       | 10,676   | 特急停車駅                                                                                     |
| 16   | 西鉄小郡駅         | 小郡市       | 9,552    | 急行停車駅・甘木鉄道甘木線（小郡駅）との乗換駅                                                 |
| 17   | 白木原駅           | 大野城市     | 9,304    | 普通のみ停車                                                                                   |
| 18   | 大牟田駅           | 大牟田市     | 8,241    | 天神大牟田線の終点・JR鹿児島本線との乗換駅                                                     |
| 19   | 花畑駅             | 久留米市     | 7,585    | 特急停車駅                                                                                     |
| 20   | 筑紫駅             | 筑紫野市     | 7,277    | 急行停車駅                                                                                     |

参考
- 特急停車駅のうち、上表に掲載されていない駅の利用者数は、新栄町駅が3,564人、大善寺駅が3,237人。また、急行停車駅で最も少ないのは宮の陣駅で、2,329人。乗換駅では、特急や急行が停車しても改札を出入りする人数が少ないため、統計上の利用客数が低いものになっていることに留意されたい。
  - 大善寺駅自体の利用客は少ないものの、この駅で特急・急行と普通が緩急接続し、同駅 - 西鉄柳川間の特急通過駅から乗り換える利用客が多い。宮の陣駅に関しても、甘木線と天神大牟田線の急行が接続している。

- 薬院駅は元々普通列車しか停車しない駅であったが、全列車が停車するようになったのは1995年のダイヤ改正時からである。これは福岡（天神）駅の工事がきっかけで、混雑を緩和して乗客を分散させる狙いがあった（ただし、それ以前にも朝の上り列車は全停車していた）。これにより、福岡（天神）駅の利用者数は減少したが、近年は増加傾向にある。
- 春日原駅は2024年度のダイヤ改正で特急列車が停車するようになった。
- 花畑駅も薬院駅同様、元々は普通列車しか停車しない駅であった。しかし2004年の高架化の際、周辺の再開発事業との関連もあり、久留米市の要望で特急停車駅になった。また、これにより花畑駅の利用者は大幅に増えたが、その分、西鉄久留米駅の利用者が減少傾向にある。
- 西鉄久留米駅は長期に亘り福岡（天神）駅に次いで第2位の利用者数であった。しかし、利用者数の減少と花畑駅への分散化が進み、さらに福岡市内の利用者が増えたため、2012年度のランキングから第3位に。そして、2013年度のランキングから第4位に順位が下がった。
- 2020年度は、新型コロナウイルス感染症流行の影響により、大幅に利用客数が減った。また、駅によって影響の度合いが多少差があり、前年度2位の薬院駅と同3位の大橋駅の順位が入れ替わっている。

### 車両
西鉄の車両は鉄道線向けに日本初のモノコック構造や高速連接車、前面展望式車両、私鉄初の中間電動車といった日本の鉄道車両史に残る先進的な技術を導入してきた。
2023年（令和5年）3月31日時点で297両（天神大牟田線用281両、貝塚線用16両）の旅客用車両を保有している。かつては気動車、蒸気機関車、電気機関車、客車、貨車も保有していたが、貨物輸送廃止や路線の国有化・廃止などにより、保有車両は1978年以降電車に統一されている。
大牟田線系統で運用を離脱した車両は一部が貝塚線に転用されているが、前述の通り軌間（線路幅）が異なるため、転用に際しては軌間が同じ1,067mmの西武鉄道および東急電鉄の中古台車に履き替えた上で転用されている。現在、貝塚線に在籍する全車両が大牟田線系統からの転用車両である。
西鉄の車両の形式は関東の京成電鉄や小田急電鉄、京浜急行電鉄、中部圏の名古屋市営地下鉄などと同様に「…系」ではなく「…形」と表記するが、西鉄での読み方は「けい」である（例：3000形→3000けい）。この読み方は西鉄以外では遠州鉄道など一部の鉄道会社で見られる特徴的な読み方である。また、旅客用車両の形式記号は名古屋鉄道や近畿日本鉄道などと同様に等級を表す「ハ」を付けずに「ク」（Tc車）、「モ」（MおよびMc車）、「サ」（T車）と呼ぶ。
鉄道線の車体寸法は13m級から19m級が混在する不統一な状態が1970年代まで長く続き、18m以上のロングシート大型車でも構造や出自の相違から2扉と3扉が混在した。標準最大長は600形（2代目）以降19.5mと長めに取っている反面、車体幅は7000形・7050形まで2,670mmの細長い車体が特徴であった。2006年に登場した3000形では客室面積拡大を目的として車体幅が2,724mmに拡大され、2017年に登場した9000形では車体幅が2,714mmに若干縮小されている。性能面では、標準軌間を利して同じく600形から強力モーターを搭載したM・T同数の経済的な編成を基本としている。
電動車の制御方式は抵抗制御および可変電圧可変周波数制御（VVVFインバータ制御）となっている。特急用である8000形の設計においては、従来の抵抗制御に代わる省エネルギーな制御方式としてチョッパ制御や界磁添加励磁制御などの導入も検討されたが、回生ブレーキの使用効果が薄いことなどから見送られたため、これらの制御方式の車両は存在していない。このため、新製車の制御方式は1990年代前期まで抵抗制御を継続し、1995年の6050形で一足飛びにVVVFインバータ制御に移行している。制御装置は長らく三菱電機製（313形の一部は日立製作所製）を使用していたが、7000形以降は東芝製を採用している。
アルミニウム合金やステンレス鋼といった軽量の合金を使った車体の導入には消極的で、2007年にオールステンレス車両の3000形が登場するまで1両も存在しておらず、これは大手私鉄の中でも最も遅かった。
車両メーカーは軌道線では系列下の九州車輌（現在は解散）ほか複数社のものが採用されていたが、鉄道線では1962年の600形以降、川崎車輌および後身の川崎車両（旧・川崎重工業車両カンパニー）に統一されている。本州にあるメーカー工場（川崎車両兵庫工場）からの新造車両の搬入は、かつては大牟田まで国鉄線を甲種輸送して行っていたが、現在ではカーフェリーにトレーラーごと積み込んで門司港まで海上輸送し、門司港から車両基地までそのまま陸送する形が取られている。
台車については過去近畿車輛、住友金属工業、日本車輌などのさまざまな形式のものが使われてきたが、最近は川崎重工業の軸梁式のものが増えている。かつては連接車（西鉄500形電車、西鉄1000形電車）等の特色のある車両が使われていた。
列車無線アンテナは、全車両上り側（ただし貝塚線は下り側） 先頭車両の運転席屋根に設置されている。

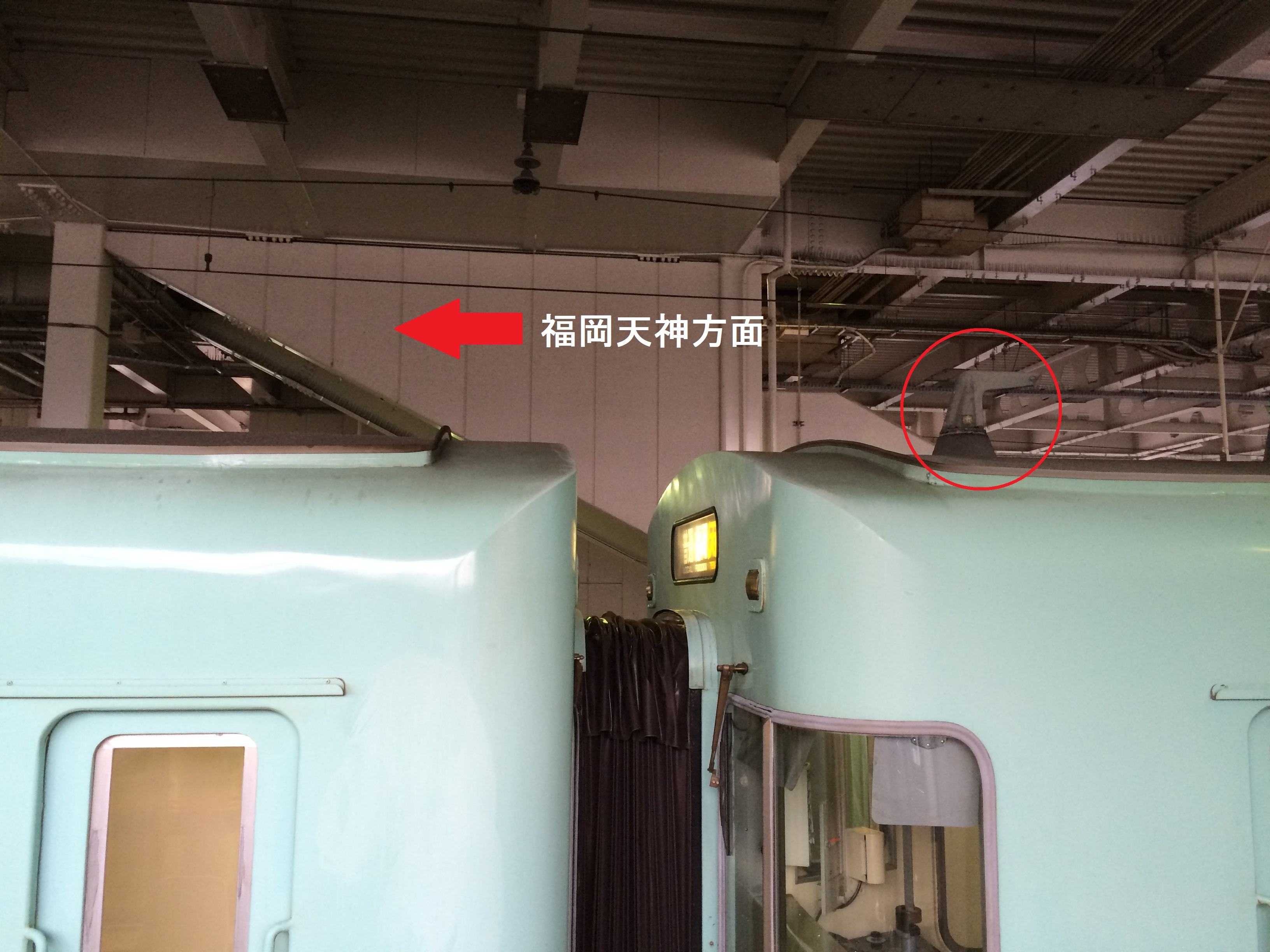
福岡天神方面にのみ取り付けられている西鉄電車の列車無線アンテナ（写真内赤丸の箇所）。写真の車両は5000形。

#### 現有車両

##### 天神大牟田線・太宰府線・甘木線
| 系列           | 画像 |
| -------------- | ---- |
| 3000形         |      |
| 5000形         |      |
| 6000形         |      |
| 6050形         |      |
| 7000形         |      |
| 7050形         |      |
| 9000形         |      |
| 911F（救援車） |      |

##### 貝塚線
| 系列  | 画像 |
| ----- | ---- |
| 600形 |      |

#### すでに廃車になった車両
全車が廃車にはなっていないが、当該路線から完全撤退した形式も含む。

##### 天神大牟田線（大牟田線）・太宰府線・甘木線
- 1形
- 50形
- 10形
- 20形（→宮地岳線120形）
- 100形
- 200形
- 301形
- 303形・308形（→宮地岳線・貝塚線300形）
- 313形（→宮地岳線・貝塚線313形）
- 500形
- 600形（初代）
- 600形（2代）（→宮地岳線・貝塚線600形）
- 700形
- 1000形
- 1300形
- 2000形
- 8000形
- モワ800形（→モエ800形）
- モト900形
- クエ902-モエ901（→貝塚線600形）

##### 大川線
- 9形蒸気機関車

##### 貝塚線（宮地岳線）
- 1形（1・2・4 - 9）
- 1形（3）
- 10形（11・12・15）
- 10形（13）
- 10形（14）
- 50形（51 - 54）
- 50形（55 - 63）
- 120形
- 300形
- 313形
- ED200形電気機関車

##### 北九州線
- 1形・35形（→福岡市内線100形）
- 66形
- 100形
- 200形
- 300形（初代）
- 300形（2代目）
- 321形
- 323形
- 331形
- 500形
- 561形
- 600形
- 1000形

##### 福岡市内線
- 4輪単車
- 66形（→北九州線66形）
- 100形
- 200形
- 300形（→北九州線300形 （2代目））
- 500形
- 551形
- 561形（→北九州線561形）
- 1000形
- 800形・1000形電気機関車

##### 大牟田市内線・福島線
- 4輪単車 1 - 12・21
- 200形（→福岡市内線200形）

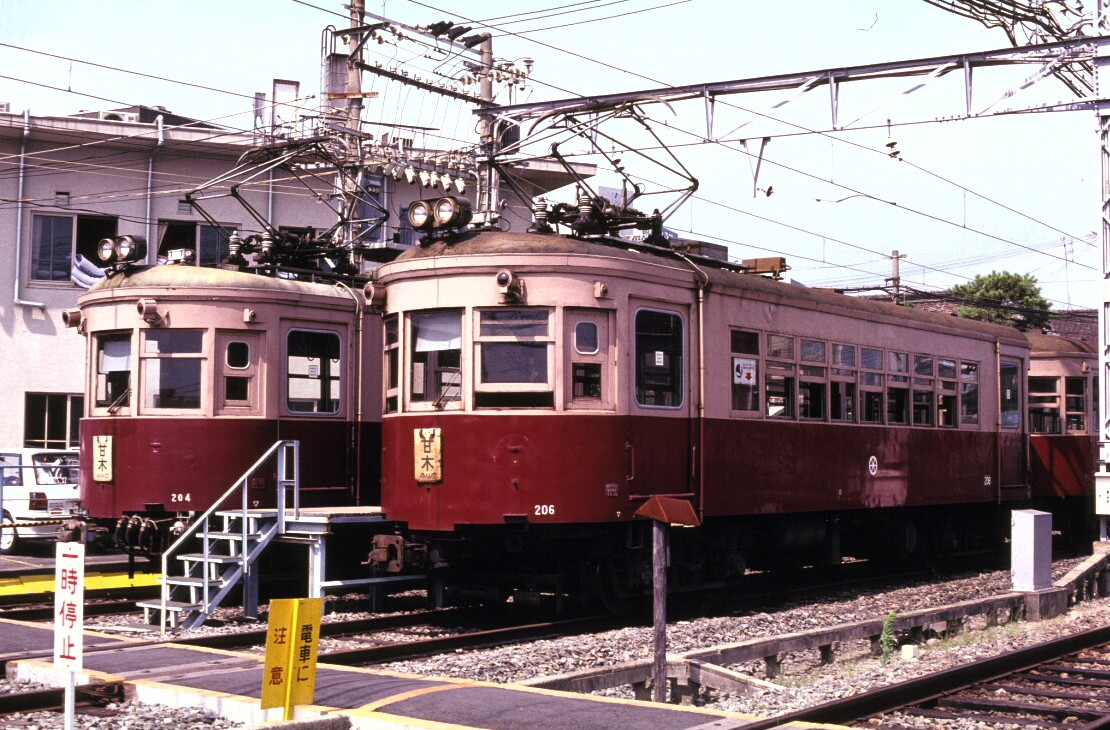
200形
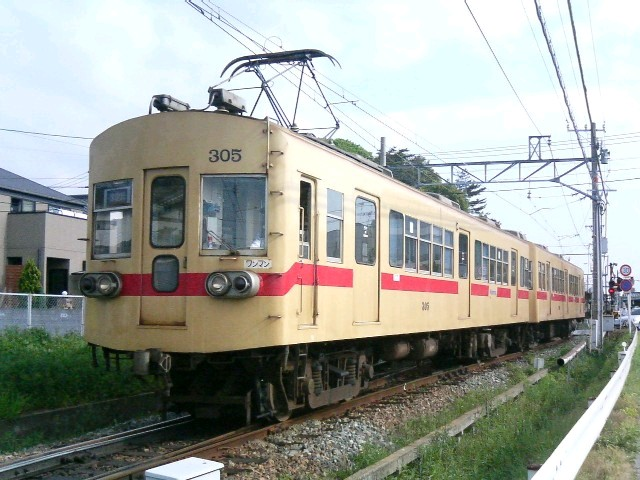
300形
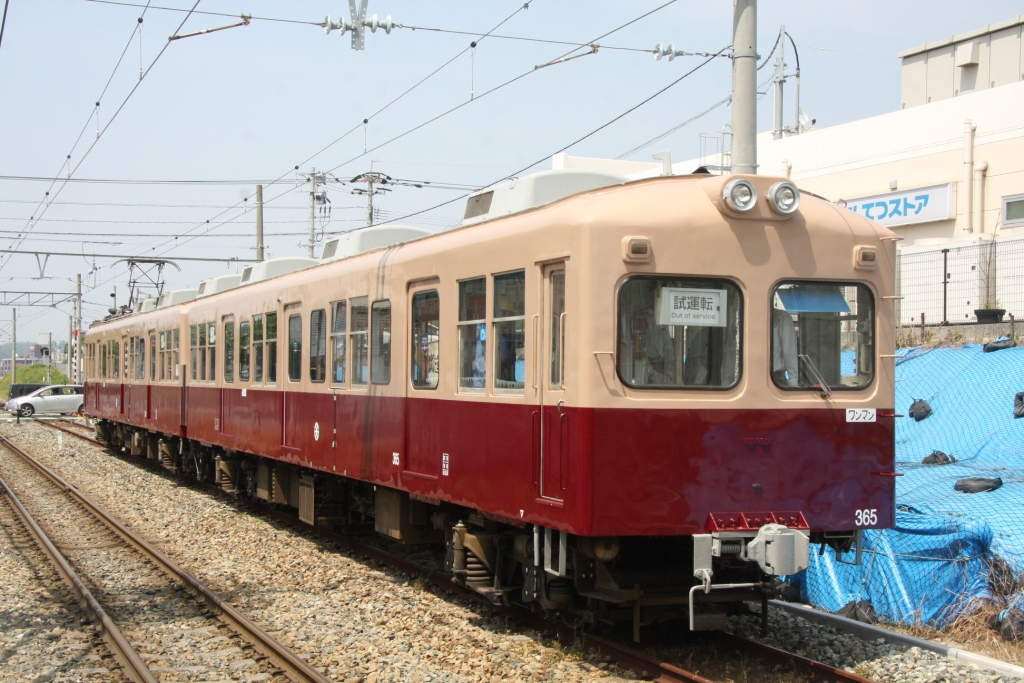
313形
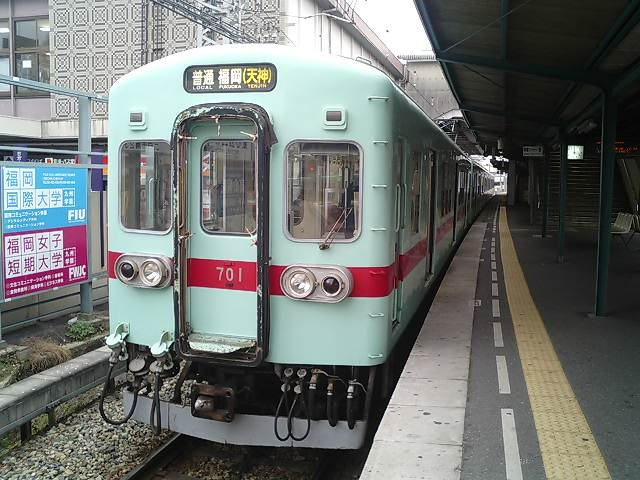
700形
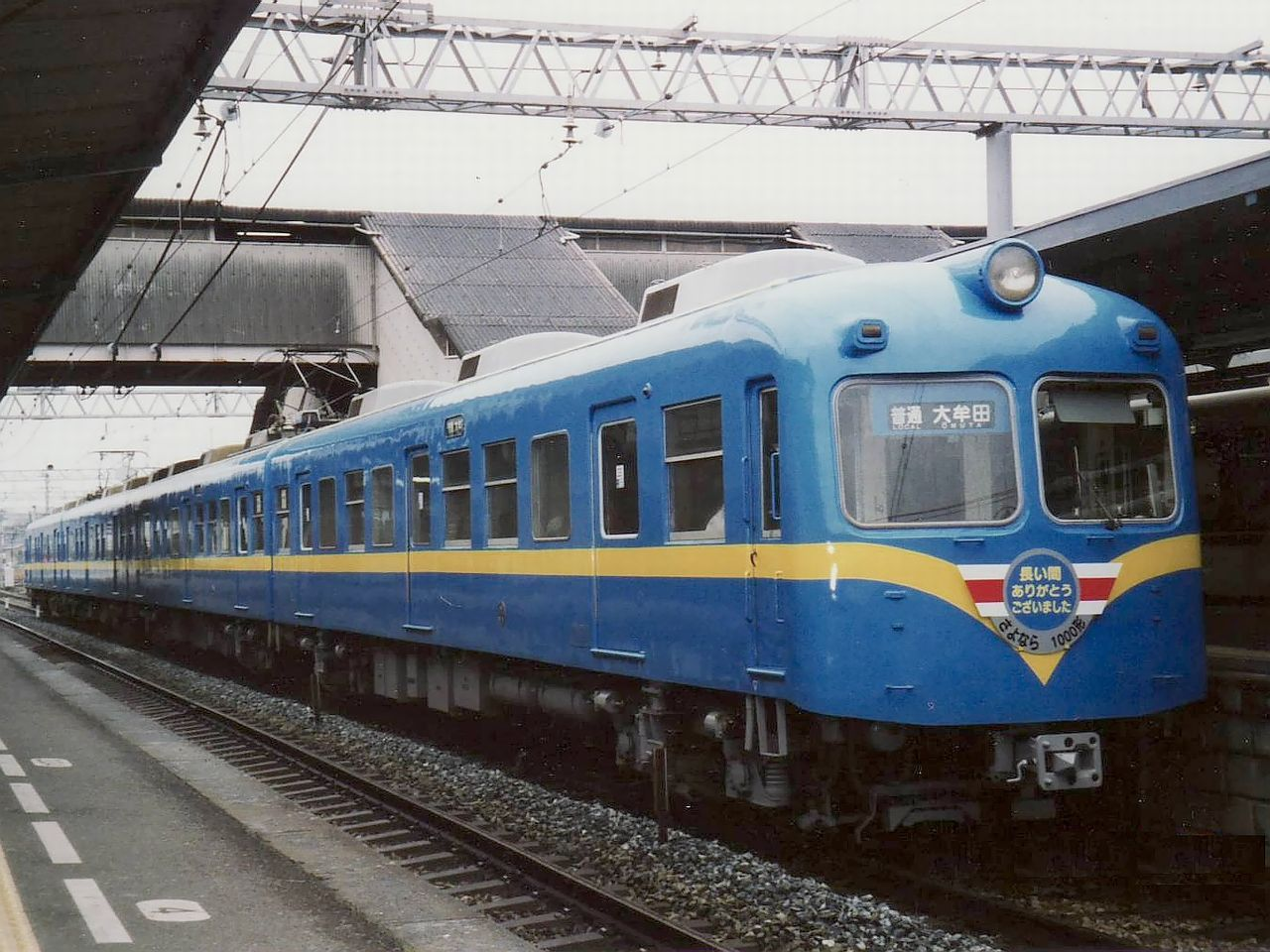
1000形
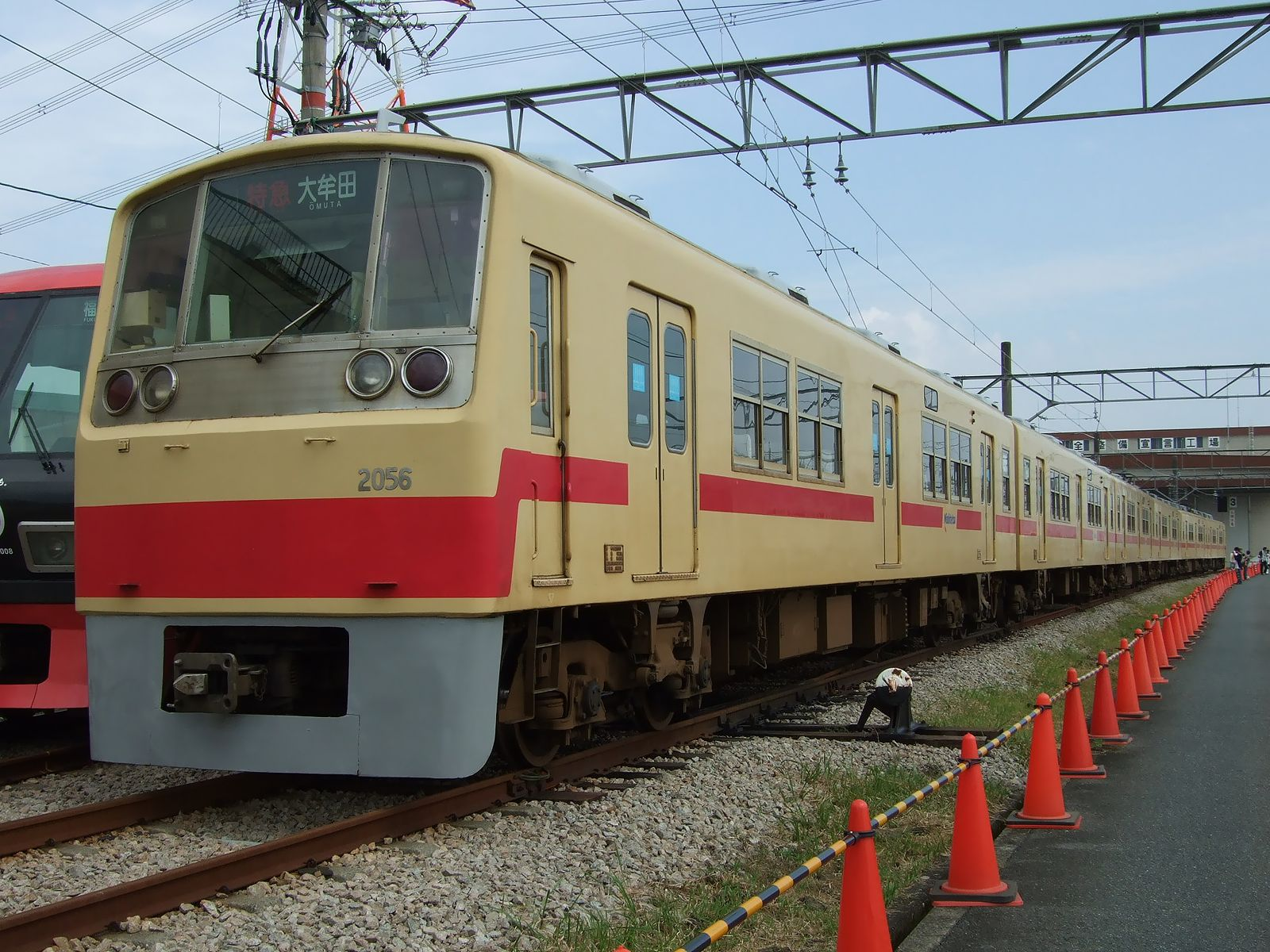
2000形
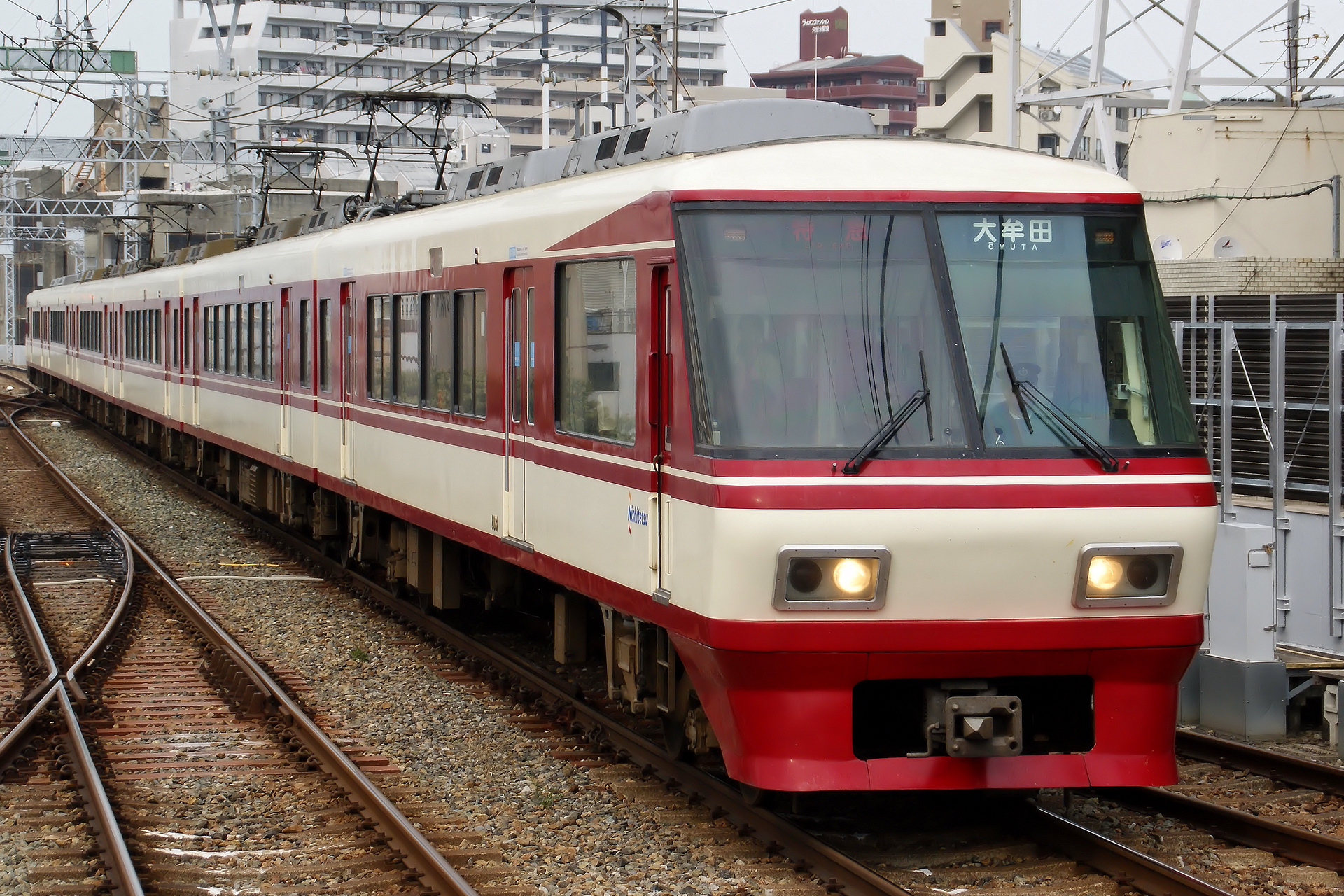
8000形

### 車両基地・乗務員区所など

#### 車両基地

##### 現在の車両基地
- 筑紫車両基地
- 柳川車両基地
- 多々良車両基地

##### 過去に存在した車両基地
- 二日市車両基地（筑紫車両基地へ移転）

#### 乗務員区所
- 天神大牟田線・太宰府線・甘木線
  - 筑紫乗務所
  - 柳川乗務所
- 貝塚線
  - 貝塚電車営業所

##### 過去に存在した乗務員区所
- 天神大牟田線・太宰府線・甘木線
  - 福岡乗務所
  - 花畑乗務所

#### 研修センター
- 電車教習所（福岡県久留米市宮の陣5丁目5番11号）

### 運賃
大人普通旅客運賃（小児および障害者手帳所持者は半額・10円未満切り上げ）。キロ程は1キロ未満の端数切り上げ（ただし貝塚線特例距離を除く）。鉄道駅バリアフリー料金制度による料金10円の加算を含む。2023年（令和5年）3月27日改定。
なお、鉄道旅客及び荷物営業規則第44条第2項により、天神大牟田線の西鉄福岡（天神） - 味坂駅間の各駅と甘木線の五郎丸 - 甘木駅間の各駅の相互間を乗車し、かつ西鉄久留米駅で乗り換える場合は、重複となる宮の陣 - 西鉄久留米駅間のキロ程も含めて計算することになっている。
2021年3月6日の運賃改定で、天神大牟田線・太宰府線・甘木線と貝塚線が同額になった。天神大牟田線系統と貝塚線のキロ程や運賃額の通算は行わない。
| キロ程    | 運賃（円） | キロ程  | 運賃（円） |
| --------- | ---------- | ------- | ---------- |
| 初乗り3km | 170        | 37 - 41 | 640        |
| 4 - 6     | 220        | 42 - 46 | 690        |
| 7 - 9     | 270        | 47 - 51 | 740        |
| 10 - 13   | 320        | 52 - 56 | 810        |
| 14 - 17   | 370        | 57 - 61 | 870        |
| 18 - 21   | 420        | 62 - 66 | 930        |
| 22 - 26   | 470        | 67 - 71 | 1,000      |
| 27 - 31   | 530        | 72 - 75 | 1,050      |
| 32 - 36   | 580        |         |            |
なお、定期旅客運賃の計算において、特例距離として貝塚線の以下の区間を利用する場合は以下のキロ程とする。
- 名島 - 千早間：1.1km→1キロ
- 香椎宮前 - 唐の原間：3.1km→3キロ
- 香椎宮前 - 和白間：4.2km→4キロ
- 貝塚 - 唐の原間：6.1km→6キロ

#### 途中下車
以下の場合を除いて途中下車ができる。
- 普通乗車券で17km以内の区間を利用する場合。
- 利用する区間の普通運賃が同額の駅。
- nimoca（およびnimocaと相互利用可能なICカード）を利用する場合。
- 回数乗車券（普通回数券・パルチケット6）を利用する場合。

ただし、自動改札機を通ると切符が回収されてしまうため、途中下車の場合は有人通路を通って駅係員から下車印の押印を受ける必要がある。無人駅で途中下車する場合は、運転士または車掌に申し出る。
前述の営業規則第44条第2項により発売された乗車券については、条件を満たしていれば折り返し乗車区間（宮の陣 - 西鉄久留米駅間）となる西鉄久留米駅ならびに櫛原駅でも途中下車が可能である。

#### 割引乗車券
FUKUOKA 1DAY PASS
2011年2月10日から発売されている、西鉄電車の指定区間と西鉄バスの指定エリア（特急・高速・コミュニティバスや、その他一部の路線・区間を除く）で使用できる一日フリー乗車券。有効期間は発売期間と同一。なお、スクラッチ式券面での販売で、自動改札機は使用できない。なお、有効期限を過ぎると無効（払い戻し不可）となる。
- 2011年2月10日から2012年2月9日発売分は、電車が天神大牟田線の西鉄福岡（天神）駅 - 西鉄久留米駅間と太宰府線全線、西鉄バスの福岡・久留米・佐賀・筑豊地区で利用可能。福岡シティループバス「ぐりーん」には乗車できない。価格は1,500円であった。
- 2012年2月10日から2013年2月9日発売分は、利用範囲に上記に加え天神大牟田線の西鉄久留米駅 - 西鉄柳川駅間と甘木線全線、福岡シティループバス「ぐりーん」が加わっている。価格は2,000円に改定されている。
- 2013年2月10日からは通年販売になり、販売箇所拡大とパス提示によるスポットでの特典が追加されている。利用可能エリアは2月9日まで発売の物に準じる。

FUKUOKA TOURIST CITY PASS
福岡市内で運行する4事業者（西鉄、JR九州、福岡市交通局、昭和自動車）の路線が乗り放題になる、外国人旅行者向け一日乗車券。2012年9月30日より発売。西鉄天神大牟田線を除く1日800円と天神大牟田線の福岡（天神）駅 - 二日市駅間と太宰府線の二日市駅 - 太宰府駅間まで乗り放題の1日1300円の2タイプがある。それ以外は対象エリアは共通で、西鉄バスは福岡都心フリーエリア（福岡空港での乗降、福岡シティループバス「ぐりーん」含む）、JR九州が竹下駅 - 香椎駅間と香椎駅 - 海ノ中道駅間、福岡市交通局は地下鉄（空港線・箱崎線・七隈線）全線、昭和自動車が姪浜駅からマリノアシティ福岡間。無記名のスクラッチ式だが、購入時にパスポートの提示が必要。当初は1年間の限定発売だったが、2013年10月1日からは本格発売に移行。
福岡都心ダブルパス
天神大牟田線の福岡（天神）駅から高宮駅間と福岡都心フリーエリア内での一般路線バス全線が乗り放題の定期券。1か月券で12,000円、3か月券で34,200円、6か月券で68,000円と通常の定期（福岡（天神）駅 - 高宮駅間の普通定期とバス都心フリー定期券）に比べて約24 - 25%得になる。2014年3月31日までの限定発売 だったが、その後2015年3月31日まで発売期間が延長された。
ラーメンはしごきっぷ
2019年10月1日から発売。KADOKAWA『ラーメンWalker九州』とコラボした乗車券 で、出発駅から福岡（天神）駅の往復きっぷ（福岡（天神）駅 - 大橋駅間は乗り降り自由）の福岡版と、出発駅から久留米駅の往復きっぷ（久留米駅 - 花畑駅間は乗り降り自由）の2種がある。共に、指定店舗で使えるラーメン2杯券が付く。福岡版は井尻駅 - 大牟田駅、久留米版は久留米・花畑・無人駅を除く各駅で発売。なお、きっぷを購入する度にスタンプが1個押され、10個貯まると西鉄特製どんぶりがプレゼントされる。
福岡（天神）⇔太宰府1日フリー乗車券
トヨタ自動車のマルチモーダルモビリティサービスである「my route」アプリから購入して使用する。購入当日の天神大牟田線福岡（天神）駅 - 二日市駅間及び太宰府線（二日市駅 - 太宰府駅）が乗り放題となる。
その他の割引乗車券
- 柳川特盛きっぷ（西鉄電車乗車券、柳川観光開発川下り乗船券、指定店食事券）
- 太宰府・柳川観光きっぷ（西鉄電車乗車券、柳川観光開発川下り乗船券）
- 湯ったり柳川きっぷ（西鉄電車乗車券、柳川観光開発川下り乗船券、「かんぽの里柳川」入浴券）
- 太宰府散策きっぷ（西鉄電車乗車券、「かさの家」抹茶セット券）
- 九州国立博物館きっぷ（西鉄電車乗車券、九州国立博物館観覧券）
- 福北きっぷ（西鉄電車乗車券、高速バス「なかたに号」「ひきの号」「いとうづ号」乗車券）
- ゴルフ割引きっぷ（西鉄電車乗車券、大牟田西鉄タクシー乗車券、有明カントリークラブプレイ券）
- 鳥栖プレミアム・アウトレットきっぷ（西鉄電車乗車券、西鉄バス佐賀往復乗車券、鳥栖プレミアム・アウトレット割引クーポン引換券）
- 島原半島フリーきっぷ（西鉄電車乗車券、西鉄バス大牟田往復乗車券、島原鉄道高速船乗船券、島原鉄道線・島鉄バスフリー乗車券）
- グリーンランドクーポン（西鉄電車乗車券、西鉄バス大牟田往復乗車券、グリーンランド入園券）
- キリンガーデンクーポン（西鉄電車乗車券、甘木鉄道往復乗車券、キリンビアファーム食事割引券・生ビール試飲券）
- 天神 選べるスイーツセットきっぷ（西鉄電車乗車券、スイーツセット券（提携12店舗のうち1店選択）、特定店舗でのお買い物10%割引券）
- 太宰府和膳きっぷ（西鉄電車乗車券、指定店（5店舗のうち1店選択）食事券、おみやげ）
- 湯ったりグルメ筑紫野温泉きっぷ（西鉄電車乗車券、筑紫野温泉アマンディ入浴券・オリジナル料理、ミニタオル）
- あまぎぐるりんフリーきっぷ（西鉄電車乗車券、天神大牟田線西鉄小郡駅 - 宮の陣駅間および甘木鉄道小郡駅〈2017年4月1日から基山駅〉 - 甘木駅間のフリー乗車券）
- 世界遺産大牟田散策きっぷ（西鉄電車乗車券、大牟田観光プラザ・飲食店舗・タクシーで利用可能な500円券3枚、特典クーポン）
- 久留米 花と美術館散策きっぷ（西鉄電車乗車券、久留米駅 - 文化センター前西鉄バス往復乗車券、久留米市美術館入館券、美術館内カフェ&ギャラリーショップ 楽水亭抹茶セットor紅茶引換券）
- くるくる久留米きっぷ（西鉄電車乗車券、久留米くるくるチケット2枚分引換券）

##### 発売を終了した割引乗車券など

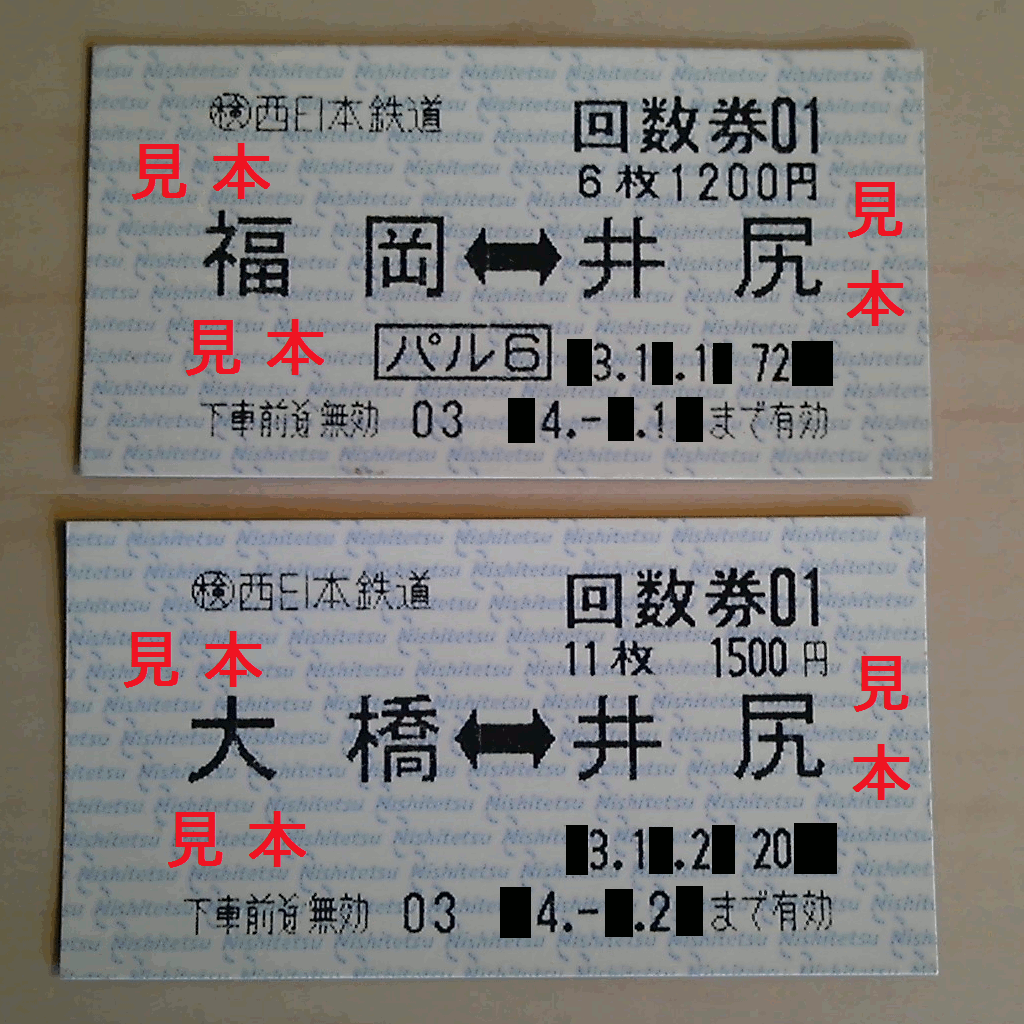
回数券の例
上がパルチケット6、下が普通回数券

パルカード40
西鉄福岡（天神）駅 - 西鉄二日市駅間の任意区間に設定。回数券であるが磁気カードとなっており、同一運賃区間を40回乗車することができる。有効期間1か月。発売額は150円区間用が4,800円（32回分）、200円 - 330円区間用が30回分の価格。
2001年1月20日から1年間の試行発売期間を経て本格発売開始されたが、nimoca導入に伴い2008年9月30日限りで発売終了。nimocaではポイントが付与されるが、割引率ではパルカードに及ばない。
よかネットカード
SFカード。福岡市地下鉄や西鉄バスでも利用可能。3,000円券では200円、5,000円券では500円のプレミアが付く。2010年3月31日限りで発売とバスでの取り扱いを終了。2011年10月31日限りで西鉄および福岡市地下鉄での取り扱い終了。
コロプラ☆西鉄電車フリーきっぷ
西鉄天神大牟田線全線（太宰府線・甘木線含む）と貝塚線の全線が乗り放題になり、さらに位置情報ゲーム『コロニーな生活』で使えるオリジナルの「乗り物コロカ（西鉄3000形）」がセットになったもの。価格は2,500円。2013年4月11日から2014年3月31日までの限定発売。
福岡謎解きトレイン
2016年7月22日から10月10日まで開催されるSCRAP主催の体感型謎解きイベントリアル脱出ゲーム『福岡謎解きトレイン』の期間中、謎解きキットをセットにした天神大牟田線専用の1日乗車券を発売した（大人用のみ）。1日乗車券は開催期間のうち1日限り有効だが、謎解きキットは開催期間中に限り何度でも使用できる。
パルチケット6
6枚綴りの回数券で、発売額は5枚分の運賃（≒16.7%割引）である。西鉄福岡（天神）駅か西鉄久留米駅を発着駅とする区間のみに設定されていた（もう一方の発着駅は天神大牟田線・甘木線・太宰府線の任意の駅）。券面には「パル6」と印字される。
1997年7月1日の運賃改定と同時に発売開始されたが、交通系ICカードの普及等を理由に、2020年9月30日で発売を終了した。
回数券

11枚綴りで10枚分の運賃を発売額とする。各駅相互間に設定されていた。ポストコロナ社会においても持続的な公共交通サービスを提供するため、2021年7月31日限りで発売終了（発売済みのものは、有効期間内は使用可能）。障がい者割引の普通回数乗車券は引き続き発売。
各駅に設置の券売機で購入できた。発売日から3か月間有効。区間内利用（例：西鉄福岡（天神）駅 - 朝倉街道駅の回数券で薬院駅 - 紫駅を乗車）も可能だが、未乗車区間に対してその券片は無効となる。額面式ではなく区間式となっているため、運賃が同額となる駅までの乗り越しでも、乗り越した区間の普通運賃が必要。

#### 連絡運輸
JR鹿児島本線連絡運輸
JR九州との連絡運輸制度は、2014年4月をもって廃止となった。
廃止時点では、天神大牟田線の西鉄福岡（天神）駅、西鉄二日市駅、西鉄久留米駅、西鉄柳川駅および太宰府線太宰府駅 と、JR鹿児島本線熊本駅 - 荒尾駅間の各駅相互間が対象であった。乗り継ぎ駅は大牟田駅に限る。かつては熊本駅 - 鹿児島中央駅間や三角線も連絡運輸の対象だったが、九州新幹線の開業によって連絡運輸区間が熊本駅までに短縮された。相互区間通しの乗車券を購入すると、JRの乗車区間が100km以下の場合でも相互区間の通算キロで101kmを超えていれば有効期限が2日となり、途中下車ができた。西鉄側は自動券売機、JR側は窓口でマルス端末による発売である。なお、西鉄発行の切符は西鉄・JR双方の自動改札機に対応しているが、JR発行の切符は西鉄の自動改札機に対応していない。運賃は西鉄、JRの運賃の合算額である。
福岡市営地下鉄線連絡運輸
天神大牟田線・太宰府線・甘木線は定期券のみ、貝塚線では普通乗車券と定期券の両方が対象である。貝塚線3区（ - 三苫駅）と地下鉄線3区（ - 藤崎駅・福岡空港駅・茶山駅）を乗り継ぐ場合、乗り継ぎ割引制度が適用される。割引額は双方2区までが60円、3区までが20円（普通運賃の場合）である。なお、箱崎線・空港線天神駅と七隈線天神南駅は別駅扱いだが、七隈線博多駅延伸開業までは特例として別改札の同一駅扱いとなっていた。その場合には乗り換を2時間以内に行う必要があった（定期券を除く）。延伸開業と共に、開業時点で有効な定期券を除きこの取り扱いは廃止され、完全な別駅扱いとなり初乗り運賃が加算される。
島原（高速船）連絡運輸
天神大牟田線の西鉄福岡（天神）駅、薬院駅、西鉄二日市駅、西鉄久留米駅、花畑駅、西鉄柳川駅で発売している。片道のみの発売。

### ソフト・サービス面での特徴
- 近年、旅客サービスや駅設備などに関するアンケートを年に1回程度実施している。
- 各駅の窓口において、全線・全列車の時刻が掲載された有料版時刻表の販売が行われていたが、2017年8月26日のダイヤ改正をもって終了した。また、各駅で駅別の時刻表の配布を行っていたが、2021年3月13日のダイヤ改正を機に廃止された。
- 現行ダイヤのダイヤグラムの縮刷版が、一般向けに提供されている。長年、天神大牟田線・太宰府線のダイヤが掲載されたものを駅窓口で無料配布していたが、2021年3月13日のダイヤ改正より、甘木線のダイヤも掲載した形で有料で販売されている[87]。
- 駅の案内・サインは貝塚線ではユニバーサルデザインのピクトグラムを導入している一方で、天神大牟田線では導入されておらず、独特のサインが使われている。ほぼ全駅で4か国語（日本語・中国語・韓国語・英語）の表記が行われている。
- 多くの駅のホームには、ドアの数のみが書かれた乗車位置案内が存在しており、放送などで案内されるドア数に沿って並ぶことになっている。
- 車内自動放送は比較的早い時期から導入されており、現在は車掌が乗務する天神大牟田線の普通列車（ただし一部の急行に例外あり）以外で導入されている。
- 6000形・6050形・7000形・7050形・3000形・9000形は自動音声合成案内装置を装備している。
  - 2000年頃まで、8000形で運行される特急は車内放送の際に福岡県出身・ゆかりのアーティストの曲をオルゴールで流していた。詳細は「西鉄8000形電車」の項目を参照。
- LED表示器は駅の旅客案内設備としては1990年代の早い段階で導入が行われている。車両の行先表示に関しては長らく従来の幕式方向幕が使われ続けていたが、2017年3月20日より営業運転が開始された9000形電車で、初めてフルカラー式LED車両となった[88]。
- 駅名標では、かつては正式名称に「西鉄」を冠する駅で「西鉄」を省略した駅名（例：西鉄二日市駅は「二日市」）を表記していたが、駅ナンバリングの導入による駅名標の更新の際に、小さい文字で「西鉄」を冠するように変更されている（例：西鉄二日市）。

## バス事業
西日本鉄道は福岡都市圏でバス事業を展開しており、エリア内では最大の事業者として運行している。2022年（令和4年）3月31日時点の保有バス車両は1,630台である（子会社保有車両、および他社への賃貸用車両を除く）。1980年代には3,500台以上を保有していた日本最大のバス事業会社であったが、1990年代以降はバス事業の縮小や分社化が進み保有台数が大幅に減少している。
また、福岡県内間ならびに九州各地への都市間バスも多く運行しており、特に福岡市を起終点とする路線においては便数が最も多く、なかでも北九州市とを結ぶ3系統（なかたに号・ひきの号・いとうづ号）や熊本県熊本市とを結ぶ「ひのくに号」においては共同運行会社便も含め輸送人員も最大のシェアを有し、高頻度の運行がなされている。このほか、本州向け夜行便としては東京都（新宿区）・愛知県名古屋市へも乗り入れている。かつて1980年代末期から2010年代においては関西方面・中国方面・四国方面へも乗り入れており、九州発の夜行高速路線ではまさに九州一の路線数を擁していたが、1990年代末期より不採算路線の廃止や近郊都市との路線統合、自社便の撤退などにより多くの路線が廃止され、さらに2000年代を過ぎると格安高速バス（旧ツアーバス）の台頭や格安航空会社（LCC）による航空便の就航などの影響を受けた大幅な乗客減少、2020年以降の新型コロナウイルスの感染拡大、深刻な乗務員不足など様々な理由によりほとんどの路線が廃止・撤退しており、2023年7月時点で本州方面へは前記の2路線のみとなっている。かつては北九州市ならびに福岡市発着で九州内（鹿児島・宮崎・延岡）にも夜行便が運行されていたが、現在は全て廃止されている。
以前は使用する車体の殆どが傘下の西日本車体工業（西工）で設計製作されていたため外観はほぼ同一だが、エンジンおよびシャーシは国内各メーカーのものを使用していたため、バス番号の最上桁でエンジンやシャシーのメーカーを区別していた。この伝統は西日本車体工業が2010年10月に解散して各メーカーから納車されるようになった現在も続いている。
2009年度の営業損益を見てみると、鉄道事業が3,782百万円の営業黒字に対して、バス事業は2,700百万円の営業赤字（単体ベース）となっており、厳しい経営状況が続いている。経営改善の一環として、他の大手私鉄同様にバス事業の分社化を進めてきたが、本体での運営が残っているのは大手私鉄で唯一となっている。
以下に示すのは現在、西鉄本社が福岡都市圏において直接展開するバス事業についてであり、北九州都市圏など他の地域で西鉄バスと呼ばれているものは西鉄グループの分離子会社によって運行されている。福岡都市圏以外の分離子会社も含めた内容については「西鉄バス」を参照。

### 営業所一覧
営業所名の右の（　）内は営業所表記（○の中に漢字/平仮名1、2文字の営業所略称を表示）。
- 所在地と最寄停留所は当該記事を参照

#### 第一営業課
- 壱岐自動車営業所（○壱） - 主幹
- 早良自動車営業所（○早）
- 早良自動車営業所 金武車庫（○武）
- 愛宕浜自動車営業所（○愛）
- 百道浜自動車営業所（○も）

#### 第二営業課
- 博多自動車営業所（○博） - 主幹
- 吉塚自動車営業所（○吉塚）
- 土井自動車営業所（○土）
- アイランドシティ自動車営業所（○ア）-新宮・香椎浜の両営業所を統合して2019年3月16日に開設[90]

  - 新宮自動車営業所（○新）-アイランドシティ自動車営業所開設に伴い廃止
  - 香椎浜自動車営業所（○香）-アイランドシティ自動車営業所開設に伴い、営業所機能を廃止し『香椎浜車庫』に格下げ
- 宇美自動車営業所（○宇）
- 福岡空港営業所（○空） - 空港内輸送（ランプバス）の運行を担当。

#### 第三営業課
- 桧原自動車営業所（○桧） - 主幹
- 柏原自動車営業所（○柏）
- 片江自動車営業所（○片）
- 那珂川自動車営業所（○那）
- 竹下自動車営業所 （○竹） - 2020年3月21日に雑餉隈自動車営業所が移転して新設。

#### 高速営業課
- 福岡高速自動車営業所（○高） - 2019年4月より西鉄高速バス解散に伴い新設[注 21]。同社が運行していた福岡発着の直営路線・管理委託路線を継承

#### 主なバスターミナル
- 西鉄天神高速バスターミナル（福岡市中央区）
- 博多バスターミナル（福岡市博多区） - 博多バスターミナル株式会社運営
- 福岡空港 第二・第三ターミナル（同上）
- 博多ふ頭（同上)
- 博多港国際ターミナル（中央ふ頭）（同上）
- 藤崎バス乗継ターミナル（福岡市早良区）
- 姪浜駅北口・南口（福岡市西区）
- 橋本駅（同上）
- 西鉄香椎駅前・香椎（福岡市東区）
- 西鉄大橋駅（福岡市南区）
- 西鉄春日原駅（春日市）
- 博多南駅（那珂川市）

#### 運行している市町村
子会社および管理委託されている（子会社所属の運転士が乗務する）路線のみ運行の市町村は除く
- 福岡市（全区）
- 春日市
- 大野城市（市北部の一部地域のみ）
- 那珂川市
- 糟屋郡（全町）

### 研修センター
- 西鉄自動車教習所（福岡県大野城市山田3丁目12番15号）

### 路線バス
自動車事業本部管内（福岡市内とその周辺）で135系統の路線バスを設定している（2004年11月時点。同区間でも急行・快速・特別快速と普通は別系統としている場合がある。また、行先番号が同じでも路線名が異なることがあり、反対に路線名が同じでも経由地の違いにより行先番号が異なる場合もある）。
現在は種別として、普通・快速・急行・特別快速（特快）・特急・直行などが存在している。快速運転を行う区間も全区間から停留所2つ程度まで幅広い。また、直行は必ずしも終着停留所までノンストップというわけではなく、福岡タワー方面には経路上の各停留所に停車する系統も運行されていた（後に番号変更によって消滅）。
設定系統が複雑であることから、直轄営業所の路線では、方面により行先番号のほかに行き先の方面を表す色が設定されている。ただし、深夜バスはいずれの路線も黄色表示で運行される（行先表示機が方向幕だった時代には行先番号を表示しないものもあった）。
| 方向幕 表示 | LED色幕 表示 | 方面                                                                  |
| ----------- | ------------ | --------------------------------------------------------------------- |
| 1           |              | 天神・博多駅 → 西部（主に城南区西部・早良区・西区）方面               |
| 12          |              | 天神・博多駅 → 南西部（主に中央区南部・城南区東部・南区西部）方面     |
| 4           |              | 天神・博多駅 → 南部（主に南区東部・博多区南部・那珂川市・春日市）方面 |
| 3           |              | 天神・博多駅 → 東南部（主に東区南東部・糟屋郡）方面                   |
| 22          |              | 天神・博多駅 → 東部・北部（主に東区）方面 深夜バス                    |
| 1           |              | 各地 → 天神・博多駅方面                                               |
| -           |              | 各地（天神・博多駅以外） → 近郊駅（大橋駅・姪浜駅・福岡空港等）方面   |

（注）行先番号は一例

#### 路線一覧
この項では臨時便扱いなど一部を除く西日本鉄道直営の路線を掲載する。
西鉄バスの路線分類には様々な見方がある。例えば、路線図では別々の路線として扱われている野方（城南）博多駅線と九大（都市高速）博多駅線は、実際の運用では「野方（都市高速）博多駅線」という同一路線として運行されている。本稿はあくまで参考とされたい。
カッコ内は主な系統のうち、原則として毎日、終日運行されている区間。
- ■ 姪浜フィーダー線（1・1-5 野方 - 姪浜駅 - 藤崎 - 九州医療センター、1番の一部 壱岐丘中学校 - 野方 - 橋本 - 姪浜駅、1-4 野方 - 橋本駅 - 都橋 - 姪浜駅、1-6 野方 - ウエストヒルズ - 宮の前団地 - 姪浜駅）
- ■ 金武線（2番 金武車庫 - 四箇田団地 - 藤崎 - 大濠公園 - 昭和通 - 天神、2-3 野方 - 室住団地 - 藤崎 - 大濠公園 - 昭和通 - 天神、8番 室住団地 - 室見団地 - 藤崎、306番 四箇田団地 - 藤崎 - 福岡タワー - 都市高速 - 博多駅）
- ■ 脇山線（3番 早良高校/陽光台/さわら台団地 - 早良営業所 - 西新 - 大濠公園 - 明治通 - 天神 - 博多駅）
- ■ 脇山支線（3番 早良営業所 - 椎原）
- ■ 博多駅〜西新線（6番 博多駅 - 天神 - 国体道路 - 西新 - 福岡タワー南口、6-1 博多駅 - 天神 - 国体道路 - 大濠公園南 - 今川西町公園 - 福岡タワー）
- ■ 昭代〜天神線（7番 姪浜駅 - 昭代 - 国体道路 - 天神）
- ■ 西新（城南）九大線（9番 能古渡船場 - 藤崎 - 西新 - 城南線 - 博多駅 - 箱崎三丁目、15番 福岡タワー - 西新 - 城南線 - 博多駅）
- ■ 昭代（城南）博多駅線（11番 藤崎 - 昭代 - 城南線 - 博多駅 - 中央ふ頭）
- ■ 茶山線（140番 片江営業所 - 福大病院 - 茶山 - 明治通 - 天神 - 博多駅）
- ■ 早良（城南）博多駅線（17番 早良高校/陽光台 - 早良営業所 - 城南線 - 博多駅 - 扇町）
- ■ 金武（城南）博多駅線（19番 金武車庫 - 四箇田団地 - 城南線 - 博多駅 - 中央ふ頭）
- ■ タワー（天神）貝塚線（20番 福岡タワー - 今川西町公園 - 城南線 - 天神 - 貝塚駅）
- ■ 長浜線（68番 福浜 - 天神 - 博多駅）
- ■ 野方（城南）博多駅線（214番 野方 - 城南線 - 博多駅）
- ■ 荒江線（200番 さわら台団地 - 早良営業所 - 国体道路 - 天神 - 博多駅）
- ■ 三軒屋線（201番 金武車庫 - 四箇田団地 - 国体道路 - 天神 - 博多駅）
- ■ 室住線（202番 原北中学校 - 国体道路 - 天神 - 博多駅、203番 野方 - 室住団地 - 国体道路 - 天神 - 博多駅、503番 野方 - 室住団地 - 都市高速 - 天神 - 博多駅）
- ■ 福重（都市高速）線（204・205・206・208 野方 - 国体道路 - 天神 - 博多駅/那の津四丁目、504・505・525番 野方 - 都市高速 - 天神 - 博多駅）
- ■ 賀茂〜藤崎線（2-9 賀茂駅 - 藤崎）
- ■ シーサイドももち線（300・301・302・312番 能古渡船場 - 都市高速 - 博多駅、98番 能古渡船場 - 姪浜駅）
- 能古島内線（龍の宮 - 渡船場前 - アイランドパーク）
- ■ 下山門（都市高速）線（506・526番 野方 - 生松台 - ウエストヒルズ - 都市高速 - 天神 - 博多駅）
- ■ 九大（都市高速）博多駅線（K 九大伊都キャンパス - 都市高速 - 天神 - 博多駅）
- ■ 福大線（12番 片江営業所 - 福大前 - 田島 - 天神 - 博多駅/吉塚営業所）
- ■ 油山線（13番 片江営業所/桧原営業所 - 油山観光道路 - 明治通 - 天神 - 博多駅/吉塚営業所）
- ■ 油山（快速）博多駅線（113番 片江営業所/桧原営業所 - 油山観光道路 - 国体道路 - 天神 - 博多駅）
- ■ 片江（城南）博多駅線（16番 片江営業所 - 福大前 - 油山観光道路 - 城南線 - 博多駅）
- ■ 野間（城南）博多駅線（50番 桧原営業所 - 皿山 - 野間四角 - 高宮駅 - 城南線 - 博多駅）
- ■ 野間（皿山）線（51番 柏原営業所/桧原営業所 - 皿山 - 野間四角 - 高宮駅 - 天神 - 九大病院/吉塚営業所）
- ■ 野間（長住）線（52 柏原営業所/桧原営業所 - 長住六丁目 - 野間四角 - 高宮駅 - 天神 - 吉塚営業所、52-1 桧原営業所 - 長住六丁目 - 寺塚 - 野間四角 - 高宮駅 - 天神）
- ■ 野間（快速）線 （151・152番 柏原営業所/桧原営業所 - 野間四角 - 日赤通 - 天神 - 中央ふ頭/福岡タワー）
- ■ 長住〜天神線（55番 桧原営業所 - 長住六丁目 - 寺塚 - 平和二丁目 - 天神 - 那の津四丁目）
- ■ 小笹・小笹団地線（56・57番 柏原営業所/桧原営業所 - 小笹団地 - 城南線 - 天神 - 博多駅）
- ■ 桧原（城南）博多駅線（58番 桧原営業所 - 小笹団地 - 城南線 - 住吉 - 博多駅）
- ■ 小笹〜天神線（54-1 福岡タワー - 西新 - 小笹 - 平尾 - 城南線 - 天神 - 吉塚営業所/箱崎三丁目）
- ■ 屋形原線（61番 那珂川営業所/九州がんセンター - 野間四角 - 日赤通 - 天神 - 那の津四丁目/福浜/箱崎三丁目、161番 老司団地 - 野間四角 - 日赤通 - 天神 - 博多ふ頭/箱崎三丁目）
- ■ 片江（長住）博多駅線（64番 福大病院 - 片江営業所 - 長住 - 野間四角 - 那の川 - 博多駅）
- ■ 長住〜博多駅線（65・67番 柏原営業所/桧原営業所 - 長住六丁目 - 野間四角 - 那の川 - 博多駅）
- ■ 桧原（小笹）博多駅線（69番 桧原営業所 - 小笹 - 那の川 - 博多駅、■ 69-1 藤崎 - 小笹 - 那の川 - 博多駅）
- ■ 長住〜藤崎線（96番 桧原営業所 - 長住六丁目 - 油山観光道路 - 藤崎）
- ■ 福大病院（外環状）大橋線（外環1番 福大病院 - 外環状道路 - 大橋駅）
- 長丘〜高宮循環バス
- ■ 板付団地線（40番・40L番 板付七丁目 - 筑紫通 - 博多駅）
- ■ 板付線（41番 イオン大野城/桜並木駅 - 新屋 - 板付 - 博多駅）
- ■ 諸岡線（44・45番 桜並木駅 - 諸岡 - 筑紫通 - 博多駅）
- ■ 竹下線（46 井尻六ツ角 - 竹下 - 博多駅 - 天神 - 博多ふ頭）
- ■ 大橋〜福翔線（47・48・48-1 那珂川営業所/老司団地/レークヒルズ野多目 - 大橋駅 - 美野島 - 博多駅 - 博多ふ頭、60番 大橋駅 - きよみ通 - 博多駅、63番 大橋駅 - 美野島 - 天神 - 博多ふ頭）
- ■ 渡辺通幹線線（W1 大橋駅 - 日赤通 - 天神 - 福岡タワー、W3 大橋駅 - 日赤通 - 天神 - 那の津四丁目）■ ピンク色の専用ノンステップ車で運行
- ■ 那珂川フィーダー線（7番 東若久 - 大橋駅、49番 博多南駅 - 弥永団地 - 大橋駅、62番 市の瀬 - 那珂川営業所 - 大橋駅、62-1 コットンヒルズ那珂川ハイツ南 - 那珂川ハイツ - 大橋駅）
- ■ 志賀島・アイランド線（21番 天神 - 香椎 - 雁の巣レクレーションセンター、21A・21B番 天神 - 都市高速 - 奈多 - 雁の巣レクレーションセンター - アイランドシティ - 都市高速 - 天神）
- ■ 新八田線（4番 土井営業所 - 八田団地 - 千早駅 - 天神、24C 土井営業所 - 八田団地 - 都市高速 - 天神）
- ■ 香椎浜〜天神線（22N アイランドシティ照葉/香椎浜車庫 - 香椎浜南公園前 - 都市高速 - 天神 - 昭和通 - 大濠公園、23番 下原 - 香椎 - 天神 - 昭和通 - 大濠公園、23B 下原 - 都市高速 - 天神 - 昭和通 - 大濠公園、無番 香椎花園 - 香椎 - 千早駅）
- ■ 香椎幹線 （23番 三苫駅/大蔵・高美台 - 香椎 - 天神 - 昭和通 - 大濠公園、急行 新宮中央駅 - 高美台 - 都市高速 - 天神）
- ■ 香椎参道線（27番 みどりが丘団地 - 名島 - 天神 - 昭和通 - 大濠公園、27B みどりが丘団地 - 都市高速 - 天神 - 昭和通 - 大濠公園、28番 土井団地 - 青葉台入口 - 名島 - 天神 - 昭和通 - 大濠公園、28B 土井団地 - 青葉台入口 - 都市高速 - 天神 - 昭和通 - 大濠公園）
- ■ 香椎浜〜博多駅線（29番 アイランドシティ照葉/西鉄香椎 - 城浜団地 - 名島 - 博多駅）
- ■ 多々良・八田線（71番 月見町 - 天神 - 明治通 - 大濠公園、72C みどりが丘団地 - 土井団地 - 土井営業所 - 都市高速 - 天神、77・78番 みどりが丘団地入口 - 土井営業所 - 天神 - 明治通 - 大濠公園）
- ■ 土井団地〜博多駅線（73番 土井団地 - 流通センター - 博多駅）
- ■ 宇美線（30番 イオンモール福岡 - 博多駅 - 天神 - 昭和通 - 大濠公園、32・34番 原田橋/極楽寺 - 志免 - 天神 - 昭和通 - 大濠公園、33番 障子岳 - 上宇美 - 志免 - 博多駅）
- ■ 須恵線（36番 宇美営業所 - 須恵 - 天神）
- ■ 坂瀬線（39番 上宇美 - ひばりが丘 - 桜丘 - 福岡空港 - 博多駅、370・390番 上宇美 - 都市高速 - 天神）

#### 都心部の統一行先番号
直轄営業所の路線のうち、利用者が多い・同一経路を走行する行先番号が多い路線においては、運行途中に行先番号を変更している。下表以外にも行先番号を変更する路線は多数あるが、ここでは都心部を運行する路線に限り記載する。その他の路線については各営業所の記事を参照いただきたい。
なお、下表の順路を逆方向に運転する場合や、下表の終着地より遠方に運行する場合、経路が一部異なる場合などは、従来の番号で運行する（6番、39番など）。
なお、下表において下線区間以降で経路・行先が重複する場合は番号変更を行わない。
| 統一後の 行先番号        | 統一後の 行先番号 | 概要                                                                             | 経路 （実際にその番号で走行する区間のみ記載） | 統一時のバス停/統一前の行先番号 |
| ------------------------ | --- | -------------------------------------------------------------------------------- | --- | --- |
| 1 快速1（千代町まで）    | | 天神→明治通り→県庁方面 ※ただし郊外向け路線など例外あり                           | →大名二丁目→天神→呉服町→県庁前→吉塚駅前→吉塚営業所 →大名二丁目→天神→呉服町→県庁前→九大病院 →渡辺通一丁目→天神→呉服町→県庁前→吉塚駅前→吉塚営業所 →渡辺通一丁目→天神→呉服町→県庁前→箱崎三丁目 | 大名二丁目/12・13・51・52（西鉄グランドホテル前/快速12・快速13） 大名二丁目/51 天神高速バスターミナル前/54・54-1・59 天神高速バスターミナル前/59・61・快速161 |
| 3 快速3（博多駅まで）    | | 天神→明治通り→博多駅                                                             | →大名二丁目→天神→呉服町→博多駅 | 大名二丁目/3・快速3・12・13・56・57・快速57-1・140 |
| 5                        | | 天神→渡辺通り→住吉通り→博多駅                                                    | →那の津口（ボートレース福岡入口）→天神→渡辺通一丁目→博多駅 ※ただし、九大急行・天神コア前始発の急行は変更は行わない                                                                          | 那の津口（ボートレース福岡入口）/300・301・302・304・305 |
| 8 快速8（博多駅まで）    | | 天神→国体道路→祇園町→博多駅                                                      | →六本松→天神→キャナルシティ博多前→祇園町→博多駅 | 六本松/113・快速113・200・快速200・201・特快201・202・203・特快203・204・205・208                                                                             |
| 68                       | | 天神→国体道路→祇園町→博多駅                                                      | →那の津口（ボートレース福岡入口）→天神→キャナルシティ博多前→祇園町→博多駅 | 那の津口（ボートレース福岡入口）/68・503・504・505・506・525・526                                                                                             |
| 80                       | | 天神→中央ふ頭クルーズセンター                                                    | →天神→市民会館南口→国際センターサンパレス前→国際会議場サンパレス前→マリンメッセ前→中央ふ頭→中央ふ頭クルーズセンター                                                                         | 天神ソラリアステージ前/快速151・快速152 |
| 88 快速88（博多駅まで0） | | 薬院駅前→博多駅→中央ふ頭                                                         | →薬院駅前→駅前四丁目→博多駅→蔵本→国際会議場サンパレス前→マリンメッセ前→中央ふ頭 | 薬院駅前/11・19・快速19・50 |
| 90                       | | 天神→博多ふ頭                                                                    | →天神→市民会館南口→博多ふ頭（ベイサイドプレイス） | 天神ソラリアステージ前/46（竹下/46L）・63・快速161 |
| 99                       | | 駅前四丁目→博多駅→博多ふ頭                                                       | →駅前四丁目→博多駅→蔵本→国際センターサンパレス前→博多ふ頭（ベイサイドプレイス） | 駅前四丁目/47・48 |
| W3 快速W3                | | 天神→那の津四丁目                                                                | →渡辺通一丁目→天神→那の津四丁目 →警固一丁目→天神→那の津四丁目 | 清水町/W3・61・快速161（那の川/55） 天神高速バスターミナル前/7・204・206                                                                                      |
| W1 快速W1                | | 天神→都市高速西公園ランプ→福岡タワー・藤崎                                       | →渡辺通一丁目→天神→《都市高速》→みずほPayPayドーム前→福岡タワー（TNC放送会館） →警固一丁目→天神→《都市高速》→みずほPayPayドーム前→福岡タワー（TNC放送会館）                                 | 清水町/W1・快速151・快速152（渡辺通一丁目/305） 天神高速バスターミナル前/200（荒江四角/201）・204                                                             |
| W1 快速W1                | →渡辺通一丁目→天神→《都市高速》→みずほPayPayドーム前→福岡タワー南口→藤崎 →警固一丁目→天神→《都市高速》→みずほPayPayドーム前→福岡タワー南口→藤崎                          | 天神→都市高速西公園ランプ→福岡タワー・藤崎                                       | 渡辺通一丁目/W1・305 天神高速バスターミナル前/200（荒江四角/204） | |
| 306                      | | 博多駅→都市高速西公園ランプ→福岡タワー・藤崎・歯科大病院・四箇田団地・金武営業所 | →博多駅→呉服町→《都市高速》→みずほPayPayドーム前→福岡タワー（TNC放送会館） | 博多バスターミナル/139・快速139・306 |
| 306                      | 博多駅→呉服町→《都市高速》→みずほPayPayドーム前→福岡タワー南口→藤崎→歯科大病院 博多駅→呉服町→《都市高速》→みずほPayPayドーム前→福岡タワー南口→藤崎→四箇田団地→金武営業所 | 博多駅→都市高速西公園ランプ→福岡タワー・藤崎・歯科大病院・四箇田団地・金武営業所 | 博多バスターミナル/306 | |
| W2                       | | 天神→都市高速百道ランプ→福岡タワー・藤崎                                         | →渡辺通一丁目→天神→《都市高速》→福岡タワー（TNC放送会館） →警固一丁目→天神→《都市高速》→福岡タワー（TNC放送会館）                                                                           | 渡辺通一丁目/W2・307（博多駅/44） 天神高速バスターミナル前/201                                                                                                |
| W2                       | →渡辺通一丁目→天神→《都市高速》→福岡タワー南口→藤崎 →警固一丁目→天神→《都市高速》→福岡タワー南口→藤崎 →法務局前→天神→《都市高速》→福岡タワー南口→藤崎                    | 天神→都市高速百道ランプ→福岡タワー・藤崎                                         | 渡辺通一丁目/W2・307 天神高速バスターミナル前/201 天神北/快速2-1 | |

#### 乗り継ぎ促進策
西日本鉄道の2014年度事業計画 では、施策として「路線バスの乗り継ぎ促進による路線再編」を挙げている。以下に、2013年11月以降の事例を述べる。いずれも郊外と都心を直通する路線の途中に乗り継ぎ拠点を設けて路線を分断することで、郊外方面へは定時性の向上、都心方面へは運行本数・間隔の適正化を図るものであり、乗り継ぎ拠点でnimocaを利用してバスを乗り継いだ場合はnimocaのセンターポイントを100pt付与するサービスを実施している。
西鉄大橋駅を乗り継ぎ拠点とする路線再編
2013年11月2日実施。従来、62・62-1・162番（那珂川幹線）や49番（弥永 - 天神線）のバスが那珂川地区や弥永団地地区から天神方面へ直通していたが、これを西鉄大橋駅で分断し、郊外方面を那珂川フィーダー線として、都心方面を「渡辺通幹線バス」として再編。「渡辺通幹線バス」は、従来系統の都心区間とシーサイドタワー線の305番を統合して渡辺通一丁目 - 那の津口間の本数を適正化するものであり、分かりやすい行先番号（Wなど）やピンク色の専用ノンステップバスの導入も行われている。なお、一部の便は従来通り郊外から都心まで直通している。
これにより、渡辺通りの天神 - 渡辺通一丁目間が1日あたり128便、住吉通りの博多駅 - 渡辺通一丁目間が同164便削減され、都心部の渋滞緩和を図っている。
藤崎バス乗継ターミナルを乗り継ぎ拠点とする路線再編
2014年11月1日実施。従来、2・2-3番（金武線）が四箇田団地・室住団地地区から昭和通り経由で天神・博多駅方面へ直通していたが、一部の便を藤崎で分断し、さらに博多駅直通系統が廃止された。また、2番の支線である九州医療センター系統は博多駅直通系統の代替も兼ねて306番（シーサイドタワー線）と統合されており、藤崎 - 九州医療センター間の本数も調整された。また、藤崎 - 大濠公園 - 昭和通り - 天神 - 蔵本間に関しては22・22N番（香椎浜 - 天神線）の延伸も行われ、福岡市の西部エリアと東部エリアの間のアクセス向上を図っている。なお、大濠公園 - 昭和通り - 天神 - 蔵本 - 博多駅間の本数減少については、39・39B番（坂瀬線）の一部を大濠公園まで延伸するという形で対応されている。
これにより、昭和通りの天神 - 蔵本間が1日あたり113便、大博通りの博多駅 - 蔵本間が同117便削減され、都心部の渋滞緩和を図っている。
しかし、新型コロナウイルス感染症流行に伴う経営逼迫や運転士不足により、22・22N番（香椎浜 - 天神線）は藤崎 - 大濠公園が短縮、39・39B番（坂瀬線）も大濠公園 - 博多駅が短縮となり、2番の博多駅直通系統廃止・306番との統合を除けば路線再編前の運行形態に逆戻りした。

### バスロケーションシステム
2004年10月1日より、既に一部の高速バスで実験を開始していたGPSによるバス位置情報提供システムを「バスロケーションシステム」として福岡都市圏8路線の路線バスに試験導入し、2005年4月1日から「にしてつバスナビ」として福岡都市圏全域に拡大開始し、2006年4月1日までに福岡都市圏全域が対象路線となった。このシステムでは、バスの現在位置や遅れ時間、到着予定時刻といった情報がパソコンや携帯電話と通じてリアルタイムに乗客に提供される。さらに同年11月からは福岡地区のほぼ全てのバス停にQRコードステッカーを貼付したので、携帯電話での利用がさらに簡便になった。同時にパソコン向けに提供されている時刻表のうちバス停や駅の発車時刻表がPDF形式でも提供開始され、閲覧・印刷時の効率化が行われた。
さらに2008年11月からはテレビ西日本との共同開発による、地上デジタル放送のデータ放送を使ったバスロケーションサービス（愛称「バスナビTV」）を開始した。一部のバス停には、テレビ画面形式のバス案内表示板があり、パソコンや携帯電話と同じ形式で表示される。

### 運賃・乗車券
運賃は基本的に区間制と距離制を地域事情に応じて併用している。一般路線の初乗りは大人170円だが、福岡・北九州地区の特殊区間制運賃が適用されている区間では大人190円である。しかし、西鉄バス北九州管轄の北九州都市圏においては特殊区間制運賃適用区間が広範囲にわたっているのに対し、福岡都市圏では天神・博多駅周辺など北九州よりも比較的狭い範囲にとどまっている。整理券方式で、運賃は降車時に精算する。
プリペイドカード（回数乗車券）
詳細は当該記事参照
- バスカード（西鉄バス） - 2009年度で廃止
- よかネットカード（西鉄電車・バスと福岡市地下鉄で利用可） - 2009年度限りでバスでの利用を廃止

運賃割引サービスとしてバスカードとよかネットカードとnimocaによるバス乗り継ぎ割引、バス運賃150円エリア（福岡都心の指定エリアおよび特定の鉄道駅より1km圏内）などがある。
定期乗車券
通常の定期券に加えて、乗り放題定期券としてに福岡市近郊6市1郡が乗り放題の「ふくとくパス」（21,600円/1か月、61,560円/3か月、122,470円/6か月）、同範囲で利用時間を10時から17時の間のみ使用できる「ひるパス」（6,300円/1か月、18,000円/3か月、34,000円/6か月、64,300円/1年）、学生向け乗り放題定期券「エコルカード」、65歳以上専用で一般路線バスが乗り放題・一部高速バス路線が半額の「グランドパス65」（6,300円/1か月、18,000円/3か月、32,100円/6か月、52,900円/1年）、同様の75歳以上専用の「グランドパス75」（5,000円/1か月、14,300円/3か月、25,500円/6か月、42,000円/1年）、土日祝日のみ利用可能で一般路線バスが乗り放題・一部高速バス路線が半額の「ホリデーアクトパス」（13,700円/6か月）がある。
なお、原油価格高騰による燃料費等コスト上昇のため、2008年4月1日から次の施策が実施された。バス運賃値上げは9年ぶりである。
- 大人片道1,000円もしくは1,500円で運行している一部の高速バス路線において大人現金運賃を100円または200円値上げ
- 都市高速経由の2路線において一部区間の運賃を値上げ
- 「エコルカード」「グランドパス65」の値上げ
- 一部の高速・特急バス運賃が半額となる「スーパーグランドパス65」を廃止、代わりに「グランドパス」全種類に一部高速路線運賃半額割引を適用

上記以外の路線の運賃は据え置き。

## ICカード乗車券
西日本鉄道の鉄道全線・全駅と一部の西鉄グループバス路線などでICカード乗車券「nimoca」を導入している。2013年3月23日には交通系ICカード全国相互利用サービスが開始された。全国相互利用交通系ICカードのうちで唯一、地域の大手私鉄1社を発祥として展開している。
2023年8月1日現在、福岡市地下鉄全線全駅と、JR九州鹿児島本線・香椎線、西鉄天神大牟田線・太宰府線の一部区間で、クレジットカード等の非接触型決済による改札乗車の実証実験が行われている。なお、事業者ごとに対応するカードブランドが異なる。また、おサイフケータイ対応スマートフォンにiDまたはQUICPayで登録されたカード等は、この実験用端末では利用できない。

## 国際物流事業
西鉄の国際物流（フォワーダー）事業は、子会社ではなく直営で同社の国際物流事業本部が行っている。通称名はにしてつ（英：NNR Global Logistics）としている。
同本部は東京都中央区日本橋3丁目2番5号にある毎日日本橋ビルに置かれている。従業員も重役以外は福岡本社とは別の枠組みとなり、専ら子会社に準じた扱いを受けている。また、海外には現地法人17社や駐在事務所6か所を持ち、アジア、北米、欧州を中心に拠点を置いている。日本国外では英字社名の略称である「NNR」で通っているため「Nishitetsu」ロゴは使用せず、「NNR」の専用ロゴ（上述）を使用している。買収した他社で、「NNR」を冠する社名変更を行った例もある。社員の採用についても鉄道・バス部門とは別に行っており、原則として物流部門の業務に専念する。
鉄道会社（大手私鉄）の貨物事業部門としては規模が大きく、かつ、唯一の鉄道会社本体での運営である。2006年度は鉄道・流通・バスの各事業を抑えて同社の最多売上高部門となり、2023年3月期決算で当部門の売上は2318億円とグループ全体の半分近くが国際物流事業での売上となっている。このため、西鉄本体が貨物利用運送事業法に基づく外資規制（外国人株主が3分の1以下となる規制）の対象となる。
1948年にパンアメリカン航空と代理店契約を結び航空営業所として設置され、1951年に航空輸送部、1978年に航空貨物事業部に改称した。1957年には西鉄・阪神・近鉄の共同出資でフォワーダー（混載会社）「ジャパン・エアカーゴ・コンソリデーターズ」(JAC)を設立したが、1983年にはJACが解散し、西鉄による単独混載事業を開始している。1985年には航空貨物のほか、海上貨物の取扱いも開始し、NVOCC事業を展開している。利用航空運送事業者（エア・フレイト・フォワーダー）としては日本通運、近鉄エクスプレス、郵船ロジスティクス、阪急阪神エクスプレスに次ぐ5位と国内屈指の事業規模である。
2008年7月1日より従来の航空貨物事業部から国際物流事業本部と改称し、日本国内の対外向けとして使用してきた「西鉄航空」の名称も「にしてつ」に改められた。

## その他の自社直営事業
その他以下の事業を直営で行っている。あるいは行っていた。グループ企業が行っている事業については「西鉄グループ」を参照。

### 遊園地・動植物園事業
博多湾鉄道汽船から引き継いだ遊園地・植物園「かしいかえん」を運営していたが、2021年12月30日限りで閉園した。また、九州電気軌道時代からの直営であった到津（いとうづ）遊園を運営していたが、2000年に閉園し、北九州市に引き継がれて到津の森公園となった。
子会社の運営する施設として、太宰府天満宮との共同出資で設立された太宰府園が運営するだざいふ遊園地や、海の中道海洋生態科学館が運営するマリンワールド海の中道がある。

### 不動産事業
九州地区のほか海外（東南アジアやアメリカ合衆国）で、ビルや商業施設、ホテル、集合住宅、住宅地などを開発している。2020年4月1日付の組織改正で、都市開発事業本部から天神地区開発を担当する本部を、住宅事業本部から海外事業開発部を独立させることを公表している。街づくり事業での海外進出は2015年からで、デベロッパーにバス会社者としてのノウハウを加えて、通勤用バス運転手の育成も手掛けるなど交通渋滞対策も講じている。

#### 賃貸事業
※印は、いわゆる「天神ビッグバン」による再開発事業で現存せず。
- ONE FUKUOKA BLDG. - 福岡ビル・天神コア・天神ビブレ一体建て替え施設。2025年4月24日開業。西鉄本社は2025年5月26日に本ビルへ移転。
  - 福岡ビル※ - 西鉄本社および店舗などが入居する商業ビル
  - 天神コア※ - 商業ビル
- ソラリアプラザ - 商業ビル
- ソラリアターミナルビル
- ソラリアステージ
- 西鉄名店街 - 天神大牟田線の駅構内に展開している。
  - 高宮西鉄名店街 - 高宮駅高架下
  - 柳川西鉄名店街 - 西鉄柳川駅前通路
- レイリア - 西鉄名店街及びエマックス・クルメが改装後に名称変更したもの。第一号は大橋。
  - レイリア大橋 - 大橋駅高架下、旧・大橋西鉄名店街
  - レイリア久留米 - 旧・久留米西鉄名店街→エマックス・クルメ

かつては新栄町駅にエマックスブランドのエマックス・オオムタ（旧・大牟田西鉄名店街）、飯塚バスセンターにエマックス・イイヅカ（旧・飯塚西鉄名店街）、後藤寺バスセンターにターミナル会館（映画館など）を併設していたが、いずれも閉店している。
- レンタルオフィス天神
- チャチャタウン小倉 - 旧・西鉄北九州線砂津車庫跡地に建設された複合商業施設
- ラクレイス西新 - 旧・西新自動車営業所跡地に建設された商業ビル兼賃貸マンション
- シップスガーデン - 水上公園内のカフェとレストランからなる複合施設。
- 博多国際展示場＆カンファレンスセンター - 博多駅と福岡空港の間に建設された大型展示場。

#### 分譲事業

##### マンション
- サンリヤン - 分譲マンション。JR西日本不動産開発との共同のブランド（ジェイグランサンリヤン[103]）もある。
- サンカルナ博多の森 - シニアマンション
- エコノア - リノベーションマンション[104]
- MarkS city - 九州旅客鉄道との共同によるマンションブランド。MはJR九州のMJRを、Sは西鉄のサンリヤンを指す。[105]
- サンリベラ - 1棟リノベーションマンション[106]
- The Sun'S - 穴吹工務店との共同によるマンションブランド。[107]
- FLORA - ベトナムでの阪急阪神不動産（旧：阪急不動産）との共同によるマンションブランド。2015年のFLORA ANH DAO[28] を皮切りに、2018年3月までに4件のプロジェクト（フジレジデンス、キキョウレジデンス、アカリシティ）を手がけている[108]。
- BLANTON - 首都圏向け自社開発マンションブランド。[109]

##### 分譲団地の開発例
九州電気軌道子会社であった九州土地興業の後身である西鉄地所（1971年に西鉄へ吸収）は小倉市（現・北九州市）の海面埋立事業を行い、西鉄の発足後もしばらくの間、沿線の宅地開発を西鉄不動産と西鉄地所の両社が西鉄を代理する形で行っている。★印は鉄道駅開設またはグループバス事業拠点の移転整備を伴ったもので、一部地名重複のケースは原則として既存案件の拡張的開発。
| 西鉄が開発した分譲団地の一覧             | 西鉄が開発した分譲団地の一覧          | 西鉄が開発した分譲団地の一覧                                                                                  | 西鉄が開発した分譲団地の一覧           |
| 名称                                     | 場所                                  | 開発年 | 備考                                   |
| ---------------------------------------- | ------------------------------------- | --- | -------------------------------------- |
| 花見団地                                 | 福岡県古賀市：西鉄沿線                | 1966年（昭和41年）                                                                                            | 西鉄地所事業局開発部（現・西鉄ホーム） |
| 鎧坂団地                                 | 福岡県福岡市東区：西鉄沿線            | 1966年（昭和41年）                                                                                            | 西鉄地所事業局開発部                   |
| 南ヶ丘団地                               | 福岡県大野城市：西鉄沿線              | 1968年（昭和43年）                                                                                            |                                        |
| 福智台団地                               | 福岡県直方市感田：西鉄沿線            | 1970年（昭和45年）                                                                                            | 西鉄地所・西鉄                         |
| 那珂川ハイツ                             | 福岡県那珂川市：西鉄沿線              | | 西鉄                                   |
| 月の浦ニュータウン★                      | 福岡県大野城市：西鉄沿線              | | 西鉄                                   |
| 三苫団地                                 | 福岡県福岡市東区：西鉄沿線            | 1972年（昭和47年）                                                                                            | 西鉄グループ                           |
| 河桃団地                                 | 福岡県北九州市八幡西区：西鉄沿線      | 1972年（昭和47年）                                                                                            | 西鉄グループ                           |
| 平野ハイツ                               | 福岡県大野城市：西鉄沿線              | 1973年（昭和48年）                                                                                            | 西鉄グループ                           |
| 春日原団地                               | 福岡県：西鉄沿線                      | 1972年（昭和47年）                                                                                            | 西鉄グループ                           |
| 福間駅前団地                             | 福岡県福津市：西鉄沿線                | 1974年（昭和49年）                                                                                            | 西鉄グループ                           |
| ちくし台団地                             | 福岡県筑紫野市：西鉄沿線              | 1975年（昭和50年）                                                                                            | 西鉄グループ                           |
| 光吉台団地                               | 大分県大分市                          | 1975年（昭和50年）                                                                                            | 西鉄グループ                           |
| ながら野団地                             | 福岡県福岡市西区：西鉄沿線            | 1977年（昭和52年）                                                                                            | 西鉄グループ                           |
| 名島横町団地                             | 福岡県福岡市東区名島：西鉄沿線        | 1977年（昭和52年）                                                                                            | 西鉄グループ                           |
| サニーヴィラ笹原南                       | 福岡市博多区三筑                      | |                                        |
| 名島団地                                 | 福岡市東区名島                        | 1968年（昭和43年）                                                                                            |                                        |
| 下大利商店街団地                         | 福岡県大野城市                        | 1968年（昭和43年）                                                                                            |                                        |
| 新栄町駅前団地                           | 福岡県大牟田市新栄町 新栄町駅         | 1969年（昭和44年）                                                                                            |                                        |
| 岡垣団地                                 | 福岡県遠賀郡岡垣町                    | 1969年（昭和44年）                                                                                            |                                        |
| 春日北町団地                             | 福岡県春日市春日原北町                | 1969年（昭和44年）                                                                                            |                                        |
| 西鉄ときわ台団地                         | 福岡県北九州市                        | 1969年（昭和44年）                                                                                            |                                        |
| 桜台団地★                                | 福岡県筑紫野市桜台 桜台駅             | 1971年（昭和46年）                                                                                            | 西鉄グループ                           |
| 朝倉街道団地                             | 福岡県筑紫野市 朝倉街道駅             | 1971年（昭和46年）                                                                                            | 西鉄グループ                           |
| 西鉄緑が丘団地                           | 福岡県直方市                          | 1980年（昭和55年）                                                                                            |                                        |
| さわら台団地                             | 福岡市早良区                          | 1982年（昭和57年）                                                                                            |                                        |
| 鶴見が丘団地                             | 大分県別府市小倉                      | 1982年（昭和57年）                                                                                            |                                        |
| おばせ駅前団地                           |                                       | 1982年（昭和57年）                                                                                            |                                        |
| サニーヴィラ飯倉                         | 福岡市早良区飯倉                      | 2000年（平成12年）                                                                                            |                                        |
| サニーヴィラ飯倉II                       | 福岡市早良区飯倉                      | 2005年（平成17年）                                                                                            |                                        |
| サニーヴィラ美和台                       | 福岡市東区美和台 福工大前駅           | 2006年（平成18年）                                                                                            |                                        |
| サニーヴィラ桧原                         | 福岡市南区桧原                        | 2002年（平成14年）                                                                                            |                                        |
| サニーヴィラ桧原II                       | 福岡市南区桧原                        | 2003年（平成15年）                                                                                            |                                        |
| サニーヴィラ平和                         |                                       | 2008年（平成20年）                                                                                            |                                        |
| サニーヴィラ霧ヶ丘                       |                                       | 2007年（平成19年）                                                                                            |                                        |
| サニーヴィラ名島                         | 福岡市東区名島                        | 2004年（平成16年）                                                                                            |                                        |
| サニーヴィラ野方台                       | 福岡市西区野方                        | 2001年（平成13年）                                                                                            |                                        |
| サニーヴィラ野方二丁目                   | 福岡市西区野方                        | 2006年（平成18年）                                                                                            |                                        |
| サニーヴィラ有田                         | 福岡市早良区有田1丁目                 | |                                        |
| コットンヒルズ月の浦★                    | 福岡県大野城市月の浦5丁目             | |                                        |
| コットンヒルズ那珂川ガーデンシティ       | 福岡県那珂川市大字安徳字大塚          | |                                        |
| コットンヒルズ太宰府南                   | 福岡県太宰府市高雄                    | |                                        |
| コットンヒルズ桧原公園通り               | 福岡市南区桧原4丁目                   | |                                        |
| サニーヴィラ野中町                       | 福岡県：西鉄沿線                      | 2006年（平成18年）                                                                                            | 西鉄グループ                           |
| サニーヴィラ八田                         | 福岡県：西鉄沿線                      | 2006年（平成18年）                                                                                            | 西鉄グループ                           |
| サニーヴィラ小倉中島                     | 福岡県：西鉄沿線                      | 2006年（平成18年）                                                                                            | 西鉄グループ                           |
| 千代ニュータウン                         | 福岡県北九州市八幡西区千代            | 2006年：第1期、 2007年：第2期・第3期                                                                          |                                        |
| サニーヴィラ高取南                       | 福岡市早良区昭代                      | |                                        |
| サニーヴィラ荒江3丁目                    | 福岡市早良区荒江3丁目                 | |                                        |
| サニーヴィラ西新南II                     | 福岡市早良区荒江2丁目                 | |                                        |
| サニーヴィラ有田                         | 福岡市早良区有田                      | |                                        |
| サニーヴィラソシエ八田                   | 福岡市東区八田                        | |                                        |
| サニーヴィラ地行                         | 福岡市中央区地行                      | |                                        |
| サニーヴィラ古賀天神                     | 福岡県古賀市天神1丁目                 | |                                        |
| サニーヴィラ平和IIプレステージ           | 福岡市南区平和                        | |                                        |
| サニーヴィラ片江中央公園                 | 福岡市城南区南片江                    | |                                        |
| 西鉄サニーヴィラ板付7丁目RiverSide       | 福岡市博多区板付                      | |                                        |
| 玄海ニュータウン                         | 福岡県宗像市                          | 1983年（昭和58年）                                                                                            |                                        |
| 佐世保大岳台団地                         |                                       | 1985年（昭和60年）                                                                                            |                                        |
| まなづる台                               | 福岡県北九州市小倉北区真鶴            | 1987年（昭和62年）                                                                                            |                                        |
| 牧山台団地                               | 福岡県北九州市戸畑区牧山              | 1987年、 1992年：2次                                                                                          |                                        |
| ちくし駅前団地                           |                                       | 1988年（昭和63年）                                                                                            |                                        |
| みずま団地                               | 福岡県三潴町                          | 1992年（平成4年）                                                                                             |                                        |
| 直方駅前                                 | 福岡県直方市大字山部字側筒谷          | |                                        |
| ウェリスパーク新宮杜の宮                 | 福岡県糟屋郡新宮町杜の宮              | 2008年：第1期                                                                                                 |                                        |
| 弥生が丘★                                | 福岡県北九州市小倉南区貫弥生が丘      | 1989年（平成元年）                                                                                            |                                        |
| 弥生が丘グリーンステージ コットンヒルズ★ | 福岡県北九州市小倉南区貫弥生が丘3丁目 | 2003年（平成15年）                                                                                            |                                        |
| サニーヴィラ弥生が丘★                    |                                       | 2007年（平成19年）                                                                                            |                                        |
| サニーヴィラ陣原駅前II                   | 福岡県北九州市八幡西区陣原3丁目       | |                                        |
| サニーヴィラ本城                         | 福岡県北九州市八幡西区本城東          | |                                        |
| サニーヴィラ荒尾緑ヶ丘                   | 熊本県荒尾市荒尾字上府本道            | |                                        |
| サニーヴィラあさひ野                     |                                       | 2006年（平成18年）                                                                                            |                                        |
| サニーヴィラおおみぞ                     | 福岡県三潴郡大木町                    | 1996年（平成8年）                                                                                             |                                        |
| サニーヴィラ芦屋海岸                     |                                       | 2006年（平成18年）                                                                                            |                                        |
| サニーヴィラ井堀                         | 福岡県北九州市小倉北区井堀            | 2002年（平成14年）                                                                                            |                                        |
| サニーヴィラ井堀II                       |                                       | 2006年：第1期、 2007年：第2期                                                                                 |                                        |
| サニーヴィラ横隈                         | 福岡県小郡市横隈                      | 2007年：第1期                                                                                                 |                                        |
| サニーヴィラ横浜                         |                                       | 2006年（平成18年）                                                                                            |                                        |
| サニーヴィラ王塚台北                     | 兵庫県神戸市西区                      | 2004年（平成16年）                                                                                            |                                        |
| サニーヴィラ下曽根駅南                   |                                       | 2002年（平成14年）                                                                                            |                                        |
| サニーヴィラ下大利駅東                   |                                       | 2000年（平成12年）                                                                                            |                                        |
| サニーヴィラ干隈                         | 福岡市城南区干隈                      | 2004年（平成16年）                                                                                            |                                        |
| サニーヴィラ観世音寺                     | 福岡県太宰府市観世音寺                | 2007年（平成19年）                                                                                            |                                        |
| サニーヴィラ雁ノ巣                       | 福岡市東区                            | 2007年（平成19年）                                                                                            |                                        |
| サニーヴィラ吉志                         | 福岡県北九州市門司区吉志              | 2001年（平成13年）                                                                                            |                                        |
| サニーヴィラ吉松東                       |                                       | 2007年（平成19年）                                                                                            |                                        |
| サニーヴィラ穴生公園                     | 福岡県北九州市八幡西区                | 2007年（平成19年）                                                                                            |                                        |
| サニーヴィラ月の浦東★                    | 福岡県大野城市月の浦                  | 2002年（平成14年）                                                                                            |                                        |
| サニーヴィラ月の浦小学校前★              | 福岡県大野城市月の浦                  | |                                        |
| サニーヴィラ原                           |                                       | 2006年（平成18年）                                                                                            |                                        |
| サニーヴィラ原II                         |                                       | 2006年（平成18年）                                                                                            |                                        |
| サニーヴィラ原町二丁目                   |                                       | 2006年（平成18年）                                                                                            |                                        |
| サニーヴィラ原町別院                     |                                       | 2004年（平成16年）                                                                                            |                                        |
| サニーヴィラ戸畑九工大駅前               |                                       | 2004年（平成16年）                                                                                            |                                        |
| サニーヴィラ戸畑浅生                     |                                       | 2007年（平成19年）                                                                                            |                                        |
| サニーヴィラ戸畑牧山                     |                                       | 2004年（平成16年）                                                                                            |                                        |
| サニーヴィラ向佐野                       |                                       | 2006年（平成18年）                                                                                            |                                        |
| サニーヴィラ荒江                         | 福岡市早良区荒江                      | 2007年（平成19年）                                                                                            |                                        |
| サニーヴィラ香椎                         | 福岡市東区                            | 2001年（平成13年）                                                                                            |                                        |
| サニーヴィラ香椎ヶ丘                     | 福岡市東区                            | 2006年（平成18年）                                                                                            |                                        |
| サニーヴィラ高宮                         | 福岡市南区高宮                        | 2003年（平成15年）                                                                                            |                                        |
| サニーヴィラ高宮II                       | 福岡市南区高宮                        | 2006年（平成18年）                                                                                            |                                        |
| サニーヴィラ高須西                       |                                       | 2000年（平成12年）                                                                                            |                                        |
| サニーヴィラ国分                         |                                       | 2001年（平成13年）                                                                                            |                                        |
| サニーヴィラ宰府                         | 福岡県太宰府市宰府                    | 2006年（平成18年）                                                                                            |                                        |
| サニーヴィラ桜坂                         | 福岡市中央区桜坂                      | 2000年（平成12年）                                                                                            |                                        |
| サニーヴィラ笹丘                         | 福岡市中央区笹丘                      | 2003年（平成15年）                                                                                            |                                        |
| サニーヴィラ雑餉隈                       |                                       | 2002年（平成14年）                                                                                            |                                        |
| サニーヴィラ三苫                         | 福岡市東区三苫                        | 2003年（平成15年）                                                                                            |                                        |
| サニーヴィラ市崎                         | 福岡市中央区市崎                      | 2006年（平成18年）                                                                                            |                                        |
| サニーヴィラ若久                         | 福岡市南区若久                        | 2006年（平成18年）                                                                                            |                                        |
| サニーヴィラ若松二島                     |                                       | 2007年（平成19年）                                                                                            |                                        |
| サニーヴィラ重住                         |                                       | 2007年（平成19年）                                                                                            |                                        |
| サニーヴィラ春日原                       | 福岡県春日市                          | 2006年（平成18年）                                                                                            |                                        |
| サニーヴィラ春日原南町                   | 福岡県春日市                          | 2008年（平成20年）                                                                                            |                                        |
| サニーヴィラ春日原北町一丁目             | 福岡県春日市                          | 2007年（平成19年）                                                                                            |                                        |
| サニーヴィラ諸岡                         | 福岡市博多区諸岡                      | 2006年（平成18年）                                                                                            |                                        |
| サニーヴィラ小郡                         | 福岡県小郡市                          | 2006年（平成18年）                                                                                            |                                        |
| サニーヴィラ小郡駅南                     | 福岡県小郡市                          | 2008年（平成20年）：第1期                                                                                     |                                        |
| サニーヴィラ小倉赤坂                     |                                       | 2002年（平成14年）                                                                                            |                                        |
| サニーヴィラ小倉中島                     |                                       | 2006年（平成18年）：第1期、 2007年（平成19年）：第2期                                                         |                                        |
| サニーヴィラ昇町                         | 福岡県春日市昇町                      | 2006年（平成18年）                                                                                            |                                        |
| サニーヴィラ松田                         |                                       | 2007年（平成19年）                                                                                            |                                        |
| サニーヴィラ諏訪野                       | 福岡県久留米市諏訪野町字屋敷          | 2006年（平成18年）                                                                                            |                                        |
| サニーヴィラ瑞穂                         |                                       | 2005年（平成17年）                                                                                            |                                        |
| サニーヴィラ星が丘                       |                                       | 2007年（平成19年）                                                                                            |                                        |
| サニーヴィラ西町                         |                                       | 2006年（平成18年）                                                                                            |                                        |
| サニーヴィラ西町II                       |                                       | 2008年（平成20年）                                                                                            |                                        |
| サニーヴィラ西長住                       | 福岡市南区                            | 2005年（平成17年）                                                                                            |                                        |
| サニーヴィラ青山南                       |                                       | 2006年（平成18年）：第1期、 2007年（平成19年）：第2期                                                         |                                        |
| サニーヴィラ青葉                         |                                       | 2000年（平成12年）                                                                                            |                                        |
| サニーヴィラ青葉II                       |                                       | 2007年（平成19年）                                                                                            |                                        |
| サニーヴィラ青葉台                       |                                       | 1999年（平成11年）                                                                                            |                                        |
| サニーヴィラ折尾駅前                     | 福岡県北九州市八幡西区                | 2006年（平成18年）                                                                                            |                                        |
| サニーヴィラ折尾駅前II                   | 福岡県北九州市八幡西区                | 2006年（平成18年）                                                                                            |                                        |
| サニーヴィラ多賀                         |                                       | 2007年（平成19年）                                                                                            |                                        |
| サニーヴィラ太宰府駅前                   | 福岡県太宰府市                        | 2004年（平成16年）                                                                                            |                                        |
| サニーヴィラ大手町                       |                                       | 2004年（平成16年）                                                                                            |                                        |
| サニーヴィラ大門                         |                                       | 2003年（平成15年）                                                                                            |                                        |
| サニーヴィラ大野城中央                   | 福岡県大野城市                        | 2007年（平成19年）                                                                                            |                                        |
| サニーヴィラ竹末                         |                                       | 2005年（平成17年）                                                                                            |                                        |
| サニーヴィラ筑紫丘                       |                                       | 2007年（平成19年）                                                                                            |                                        |
| サニーヴィラ長住                         | 福岡市南区                            | 2007年（平成19年）                                                                                            |                                        |
| サニーヴィラ通古賀                       | 福岡県太宰府市                        | 2007年（平成19年）                                                                                            |                                        |
| サニーヴィラ鶴田                         | 福岡市南区                            | 2007年（平成19年）                                                                                            |                                        |
| サニーヴィラ東鳴水                       |                                       | 2008年（平成20年）                                                                                            |                                        |
| サニーヴィラ湯野原                       |                                       | 2007年（平成19年）：第1期・第2期、 2008年（平成20年）：第3期                                                  |                                        |
| サニーヴィラ二日市（杉塚）               | 福岡県筑紫野市二日市                  | 2003年（平成15年）                                                                                            |                                        |
| サニーヴィラ二日市西                     | 福岡県筑紫野市二日市西                | |                                        |
| サニーヴィラ日明                         |                                       | 2003年（平成15年）                                                                                            |                                        |
| サニーヴィラ白木原                       | 福岡県大野城市                        | 2004年（平成16年）                                                                                            |                                        |
| サニーヴィラ白木原駅前                   | 福岡県大野城市                        | 2007年（平成19年）                                                                                            |                                        |
| サニーヴィラ八女                         | 福岡県八女市                          | 2000年（平成12年）                                                                                            |                                        |
| サニーヴィラ八幡駅前                     | 福岡県北九州市八幡東区                | 2006年（平成18年）                                                                                            |                                        |
| サニーヴィラ徳力嵐山口                   | 福岡県北九州市小倉南区南方五丁目      | |                                        |
| 美鈴の杜                                 | 福岡県小郡市美鈴の杜一丁目            | 2008年（平成20年）                                                                                            |                                        |
| 美鈴が丘                                 | 福岡県小郡市美鈴が丘2丁目             | 1995年（平成7年）                                                                                             |                                        |
| 三国が丘★                                | 福岡県小郡市三国が丘1丁目             | |                                        |
| 弥生が丘グリーンステージ コットンヒルズ★ | 福岡県北九州市小倉南区貫弥生が丘3丁目 | |                                        |
| 上の原                                   | 福岡県北九州市八幡西区                | 2006年（平成18年）：第1期、 2007年（平成19年）：第2期、 2007年（平成19年）：第3期、 2008年（平成20年）：第4期 |                                        |
| 西鉄星が丘                               | 福岡県北九州市八幡西区                | 2006年（平成18年）                                                                                            |                                        |
| リビオ桃園第1期                          | 福岡県北九州市八幡東区桃園            | 2007年（平成19年）                                                                                            |                                        |
| サニーヴィラ合川町                       | 福岡県久留米市合川町字葉山            | |                                        |
| サニーヴィラ津福今町                     | 福岡県久留米市津福今町字西浦          | |                                        |
| 西鉄大里本町                             | 福岡県北九州市門司区                  | 2007年（平成19年）                                                                                            |                                        |
| パークサイド月の浦★                      | 福岡県大野城市月の浦                  | 2000年（平成12年）                                                                                            |                                        |
| パークプレイス大分公園通り               | 大分市公園通り5丁目                   | |                                        |
| パルク長府浜浦台                         | 山口県下関市                          | 2007年（平成19年）：第1期                                                                                     |                                        |
| 花美坂                                   | 福岡県遠賀郡芦屋町                    | 2001年（平成13年）                                                                                            |                                        |
| 桜美台                                   | 福岡県宗像市                          | 1999年（平成11年）                                                                                            |                                        |
| ガーデンヒルズ美しが丘                   | 福岡県筑紫野市美しが丘南              | |                                        |

### 保育園事業
- にしてつ保育園「ピコラン」

### 生活支援サービス事業
- ベンリーにしてつ - ベンリーコーポレーションのフランチャイズ[110]。
- コンビニエンスストア「NP Smile」（駅売店・エキナカでの自社コンビニ）

### 農業関連分野（6次産業）
2013年より、縁線（えんせん）プロジェクトとして展開。

### 飲料水宅配サービス事業
「いえすい」として飲料水宅配サービス事業を事業創造部が運営。

### 過去の事業

#### ウェディングプロデュース事業
- オーダーメイドウェディングサロン「フォセット」（博多リバレインイニミニマニモB1）

### 野球との関係
「西鉄」の名前を日本全国に広めたのはプロ野球とも言える。西鉄は太平洋戦争中の1943年に球団買収で西鉄軍を発足させ、日本野球連盟に参加したが、この年限りで解散している。
戦後、西鉄はプロ野球復帰を望んだが、西鉄軍は連盟に解散届を提出していたために復帰を認められなかった。そこで西鉄はアマチュア社会人野球チームを結成。1948年の第19回都市対抗野球大会では優勝を収める。社内ではこのチームを基に再びプロ野球に参戦しようという機運が盛り上がっていた。
日本野球連盟が2リーグ制へ分裂した1949年11月26日、西鉄は社会人野球チームを発展させる形で西鉄クリッパースを創設。1950年1月28日運営会社西鉄野球株式会社を設立し、パシフィック・リーグの一員として参加した。1951年には同じ福岡市（平和台球場）を本拠地としていたセントラル・リーグの西日本パイレーツを統合して西鉄ライオンズと改称し、以後1972年まで所有した。ライオンズは1956年 - 1958年の日本シリーズ3連覇を含めて5度のリーグ優勝に輝いたが、1969年に発覚した黒い霧事件で戦力・人気両面で致命的なダメージを受け、福岡市内線廃止問題も浮上したことで西鉄は1972年シーズン後に中村長芳に球団を売却する。チーム名は太平洋クラブをスポンサーとして太平洋クラブライオンズとなる。その後クラウンライターライオンズを経て1978年10月に国土計画へ売却され西武ライオンズとなり、本拠地は埼玉県所沢市に移転した。なお、西鉄野球として設立された運営会社は福岡野球株式会社・株式会社西武ライオンズと商号変更を繰り返しながらも現在まで存続している。
埼玉西武ライオンズはかつては西鉄を含めた福岡時代の成績や記録を自らの歴代記録に含んでこなかった。一例として、毎年発行されるファンブックに掲載される年表では、長年にわたり1978年の買収を球団発足とする記述がなされていた。ところが、堤義明をはじめとした西武グループ創業家一族の失脚によるグループ再編を受け、2008年1月末から球団公式サイト内の年表では福岡時代についても記述するようになっただけでなく、同年は西鉄創業100周年事業と西武球団としての30周年事業とが重なったこともあり、「ライオンズ・クラシック」と題して西鉄時代のユニフォームを復刻して試合で着用するイベントを行った。これに合わせて球団公式サイトでは福岡時代の歴史を大きく取り上げる など、これまでの姿勢を大きく転換した。このイベントには西鉄も後援企業として参加したほか、地元福岡では福岡三越とともに「よみがえる西鉄ライオンズ」と題した記念イベントを開催し、独自の記念グッズも販売した。その後、西鉄の他に福岡野球が経営していたころや、戦前の西鉄軍の前身で、奇しくも西武の源流企業（現在の西武新宿線の前身）が経営に関与していた東京セネタースについても取り上げた企画を行っている。
現在はかつてのライバル球団の「南海ホークス」（南海電気鉄道系列）の後身である福岡ソフトバンクホークス（ソフトバンクグループ系列）を地元企業として後援し、2017年のみ同球団に復帰していた川﨑宗則選手（アメリカ在住時はメジャーリーグ「シカゴ・カブス」所属）を西鉄電車イメージキャラクターに起用していた。川﨑は西鉄のCMやポスター（電車が主だが、同社の別事業にも一部出演）に出演し、西鉄福岡（天神）駅の一日駅長を務めたこともある。

## 西鉄に関係する人物
前身会社の関係人物を含む。
- 松方幸次郎 - 九州電気軌道（九軌）の設立に関係、同社初代社長。
- 大田黒重五郎 - 九軌社長。
- 麻生太吉 - 九軌取締役。
- 村上巧児 - 九軌社長、西鉄成立後の初代社長。
- 福澤桃介 - 福博電気軌道の設立に関係、同社初代社長。
- 松永安左エ門 - 福博電気軌道および九州鉄道（九鉄）の設立に関係。
- 伊丹弥太郎 - 九州電灯鉄道社長、九鉄初代社長。
- 渡辺與八郎 - 博多電気軌道を設立（「渡辺通り」の名称の由来となっている）。
- 太田清蔵 - 博多湾鉄道汽船社長。「西日本鉄道」の名付け親。
- 安恒良一 - 元西鉄労組幹部、参議院議員。
- 渕上貞雄 - 元西鉄労組幹部、参議院議員。

### 歴代社長
代数は九軌より数える。カッコ内は在任期間。
- 初代：松方幸次郎（1908年12月11日 - 1930年6月27日）
- 2代：松本枩蔵（1930年6月27日 - 同年10月8日）：松方の妹婿。株譲渡により辞任後九州電気軌道不正手形事件発覚。
- 3代：大田黒重五郎（1930年10月8日 - 1935年6月25日）
- 4代：村上巧児（1935年7月15日 - 1945年11月26日）：西鉄設立
- 5代：野中春三（1945年11月26日 - 1951年11月27日）
- 6代：木村重吉（1951年11月27日 - 1959年11月27日）
- 7代：野中春三（1959年11月27日 - 1960年6月6日、再任）
- 8代：宮田又三郎 （1960年6月14日 - 1963年11月27日）
- 9代：楠根宗生（1963年11月27日 - 1970年5月27日）
- 10代：吉本弘次（1970年5月27日 - 1981年6月27日）
- 11代：木本元敬（1981年6月27日 - 1985年6月28日）
- 12代：大屋麗之助（1985年6月28日 - 1991年6月27日）
- 13代：橋本尚行（1991年6月27日 - 1997年6月27日）
- 14代：明石博義（1997年6月27日 - 2003年6月27日）
- 15代：長尾亜夫（2003年6月27日 - 2008年6月27日）
- 16代：竹島和幸（2008年6月27日 - 2013年6月27日）
- 17代：倉富純男（2013年6月27日 - 2021年3月31日）：前社長、現会長
- 18代：林田浩一（2021年4月1日 - ）[117]：現社長

## 同業他社およびそのグループとの関係
西鉄では以前に大分県への近鉄グループの進出を巡り、一時期近畿日本鉄道と対立していたことがあったが、現在は小康状態となっている。